# Otto von Habsburg

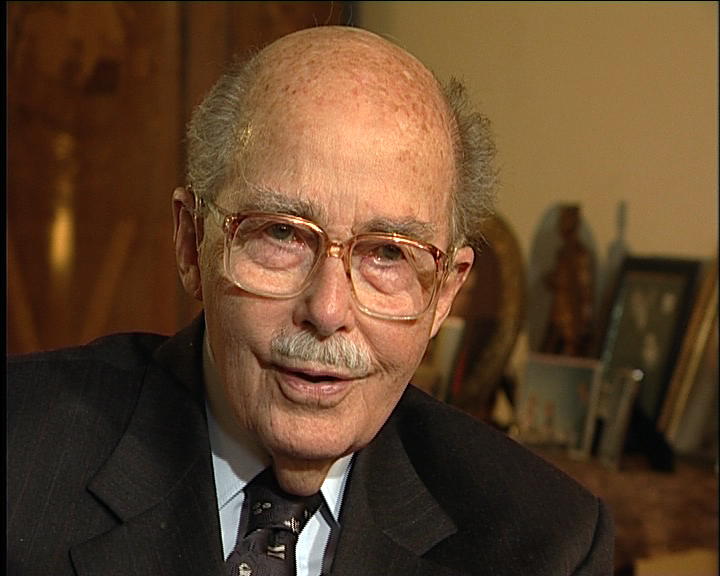
Otto von Habsburg (2004)

Otto von Habsburg, in Österreich amtlich Otto Habsburg-Lothringen, meist kurz Otto Habsburg (* 20. November 1912 in Reichenau an der Rax, Niederösterreich; † 4. Juli 2011 in Pöcking, Bayern), war der älteste Sohn von Karl I., dem letzten Kaiser von Österreich und König von Ungarn, und seiner Frau Zita; somit war er von 1916 bis 1918 letzter Kronprinz von Österreich-Ungarn. Er war Schriftsteller, Publizist und Politiker. Für die CSU war er von 1979 bis 1999 Mitglied des Europäischen Parlaments. Er besaß die Staatsbürgerschaften von Österreich, Deutschland und Ungarn sowie – nach Eigendarstellung – auch die von Kroatien nach dessen Unabhängigkeit im Jahr 1991.
Ab Mitte der 1930er Jahre setzte sich Otto von Habsburg – zunächst unter christlich-monarchistischen Vorzeichen – innerhalb der Paneuropa-Union für die europäische Einigung ein. Um den „Anschluss Österreichs“ an Hitler-Deutschland zu verhindern, war er bereit, bis zum Äußersten zu gehen, wie seine Korrespondenz mit Kanzler Schuschnigg von Februar 1938 belegt. Er trat als entschiedener Gegner Hitlers und des Nationalsozialismus sowie des Kommunismus auf und bezeichnete sich selbst als „Legitimisten“. In einem Nachruf hieß es: „In der Politik […] betrachtete er sich […] ,als Werkzeug Gottes‘.“
Jahrzehnte später waren seine Haltung zum Rechtsextremismus und seine Aussage zum angeblichen Einfluss von Juden in der US-Politik Anlass für Kritik und Kontroversen. Ebenso wurde seine 2008 gehaltene Festrede bei einer ÖVP-Gedenkveranstaltung (zum 70. Jahrestag „Anschluss Österreichs“) im österreichischen Parlament heftig kritisiert, in der er Österreich als erstes Opfer Hitlers darstellte und behauptete, „dass es keinen Staat in Europa gibt, der mehr Recht hat, sich als Opfer zu bezeichnen!“
1961 unterzeichnete er die vom Habsburgergesetz als Bedingung für seine Einreise nach Österreich geforderte Erklärung des Verzichts auf Herrschaftsansprüche. Im selben Jahr wurde aber in Deutschland sein Sohn als Erzherzog ins Pöckinger Taufregister eingetragen. Aus der Unsicherheit über seine tatsächliche Haltung zur Republik entstand die „Habsburg-Krise“. Im Jahr 1966, nachdem Bundeskanzler Josef Klaus erstmals seit 1945 eine ÖVP-Alleinregierung bilden konnte, durfte Otto von Habsburg wieder legal nach Österreich einreisen. 1972 kam es zum „historischen Handschlag“ mit dem sozialdemokratischen Bundeskanzler Bruno Kreisky. Habsburgs politische und historische Äußerungen führten in Österreich bis 2008 immer wieder zu Kritik und Diskussionen, bei denen er vor allem die Sozialdemokraten als Gegner hatte.
Otto von Habsburg war Mitinitiator und Schirmherr des „Paneuropäischen Picknicks“ am 19. August 1989. Nach dem Fall des Eisernen Vorhangs 1989/90 wurde sein persönlicher Beitrag zu diesen Ereignissen wiederholt gewürdigt.

## Privatperson Otto (von) Habsburg

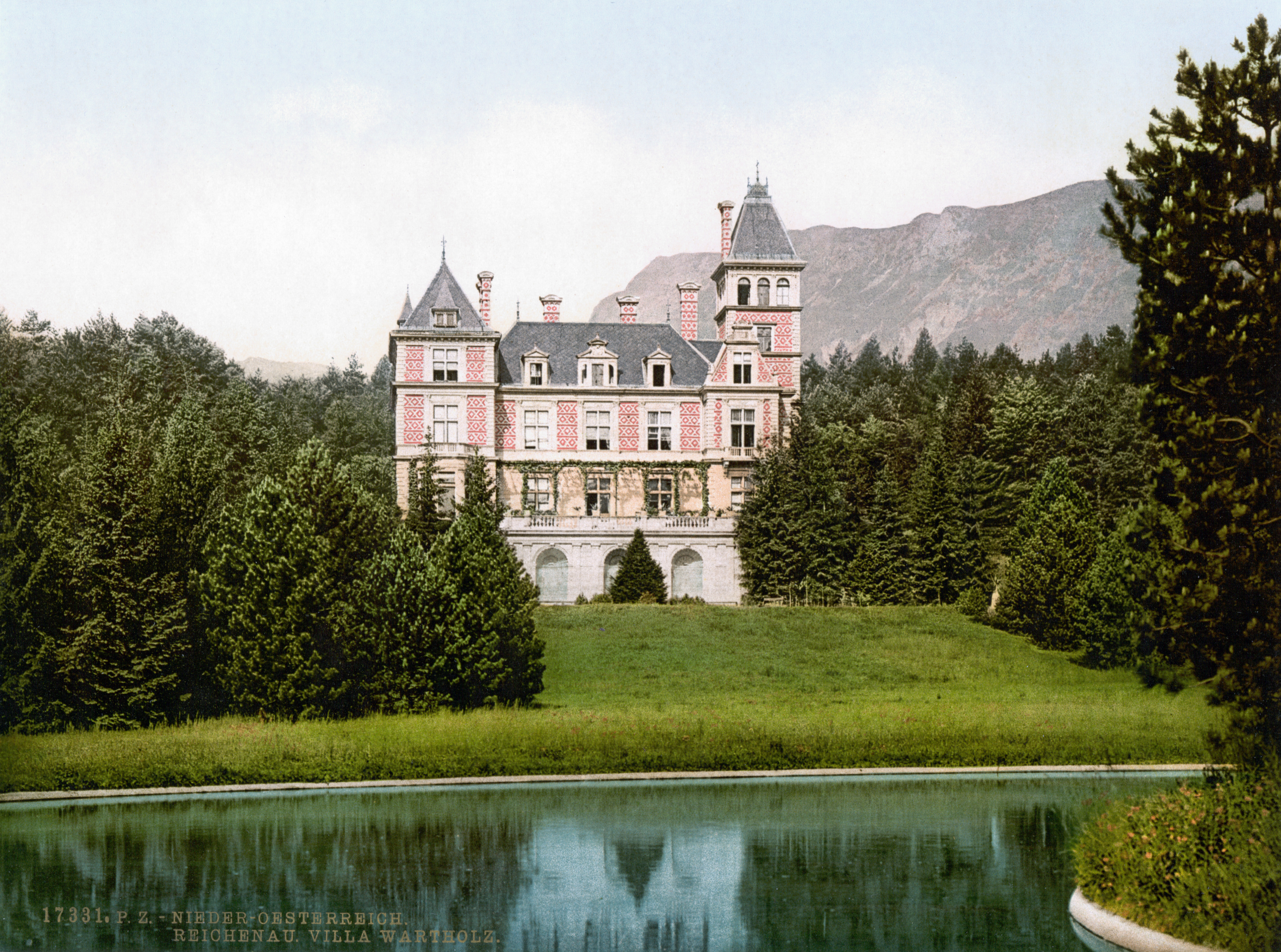
Geburtshaus Villa Wartholz (um 1900)

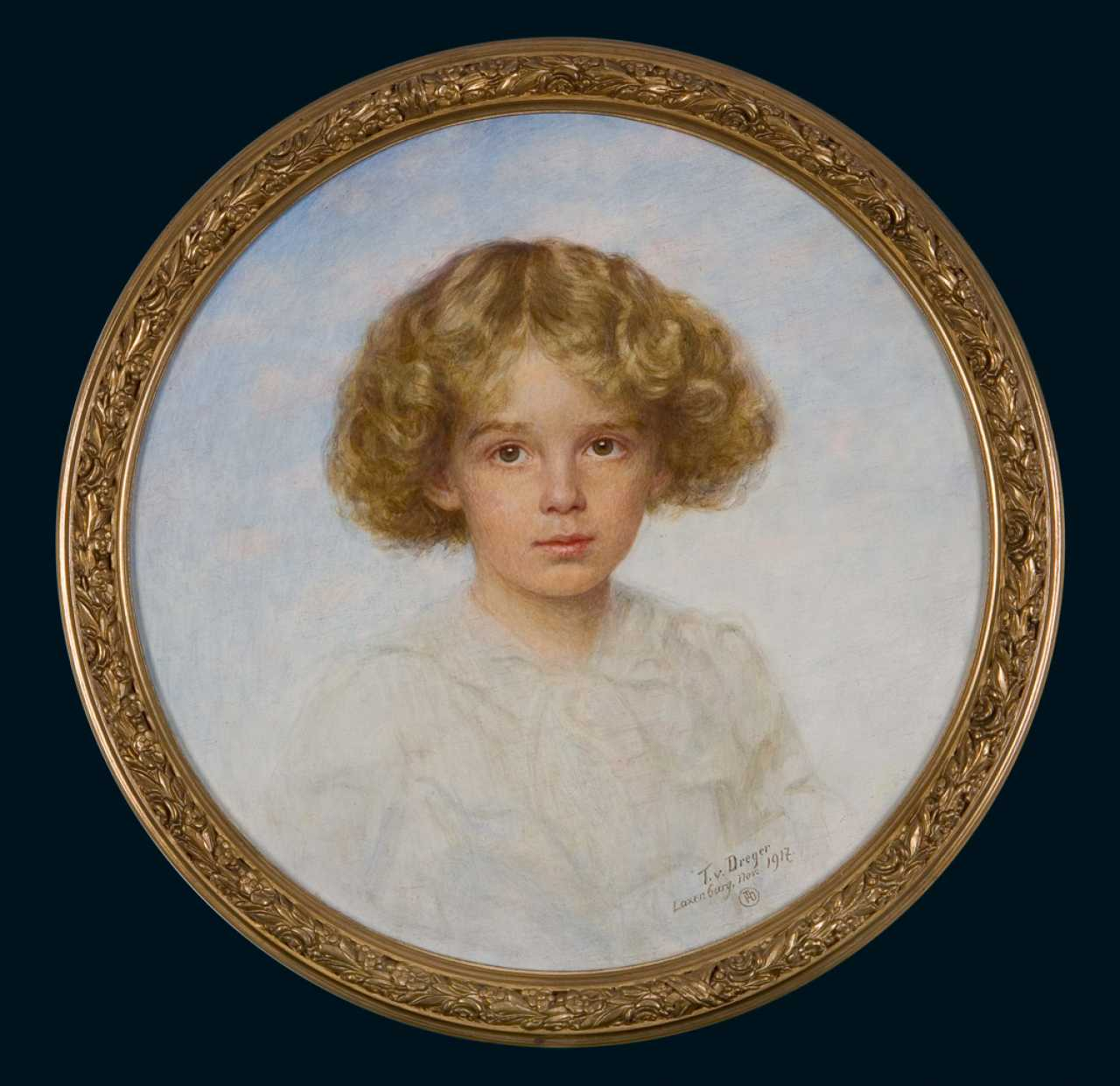
Tom von Dreger: Otto von Habsburg als Kronprinz von Österreich-Ungarn, Schloss Laxenburg, 1917

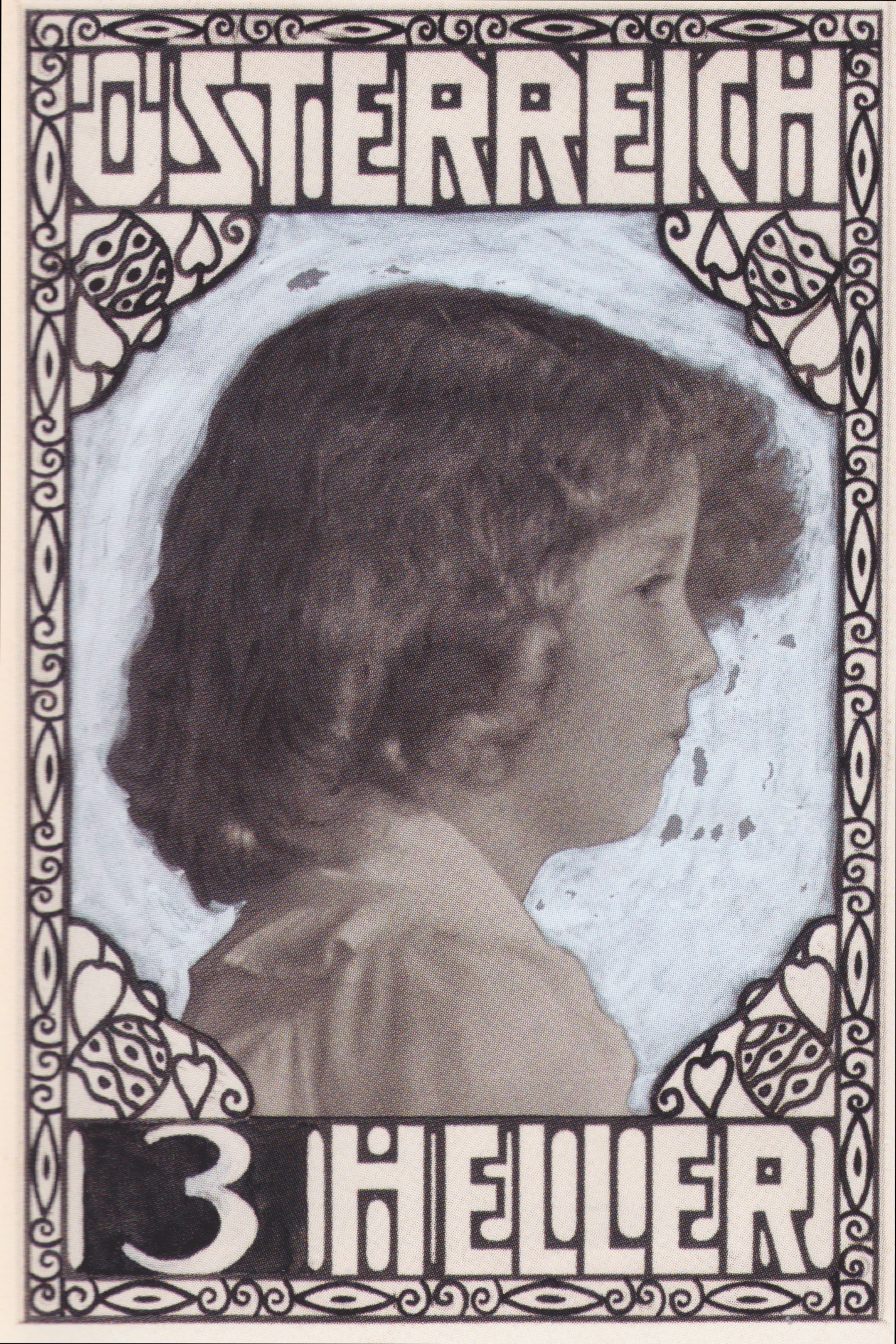
Briefmarkenentwurf mit dem Porträt des Kronprinzen Otto von Kolo Moser (1917)

### Kindheit
Otto wurde im November 1912 in der Villa Wartholz in Reichenau an der Rax in Niederösterreich geboren. Als erstgeborener Sohn der damaligen Nummer zwei in der Thronfolge, des späteren Kaisers Karl I., und seiner Ehefrau Zita und als Kronprinz (ab 1916) wurde Erzherzog Otto auf eine zukünftige Herrscherrolle vorbereitet. Bei den Feierlichkeiten zur Beisetzung Kaiser Franz Josephs I. in Wien und bei der Krönung seines Vaters zum König von Ungarn in Budapest trat der vierjährige Otto 1916 erstmals in der Öffentlichkeit als Kronprinz auf.
Ab 1916, mit dem Tag, an dem sein Vater Karl Kaiser von Österreich und König von Ungarn wurde, bis zum 3. April 1919, dem Inkrafttreten des Adelsaufhebungsgesetzes und des Habsburgergesetzes, war Otto Kronprinz Österreich-Ungarns. Mit allen Vornamen und voller Titulatur hieß er damals Seine Kaiserliche und Königliche Hoheit Franz Joseph Otto Robert Maria Anton Karl Max Heinrich Sixtus Xaver Felix Renatus (René) Ludwig Gaetan Pius Ignatius, Kaiserlicher Prinz, Erzherzog von (zu) Österreich, Königlicher Prinz von Ungarn.
Nach Auflösung der Doppelmonarchie Österreich-Ungarn am Ende des Ersten Weltkrieges wohnte er bis März 1919 mit seinen Eltern – vor der Ausreise der ehemaligen Kaiserfamilie angesichts der drohenden Internierung seines Vaters – im Schloss Eckartsau in Niederösterreich. Von 1919 bis 1921 lebte Otto von Habsburg mit seinen Eltern in der Schweiz im Exil.
Nach zwei gescheiterten Restaurationsversuchen in Ungarn wurde sein Vater von den Siegermächten des Ersten Weltkriegs nach Madeira verbannt; Zita begleitete ihn dorthin und holte die Kinder Anfang 1922 nach. Als Karl I. im April 1922 auf dem Sterbebett lag, musste der neunjährige Sohn zusehen, wie man, so sein Vater, „als Kaiser und Christ stirbt“. Nach dem Tod Karls übersiedelte die Familie in das baskische Fischerdorf Lequeitio, wo Alfons XIII., der Sohn einer Habsburgerin, für das Auskommen sorgte.

### Jugend und Studium
Seine Mutter erzog ihren Sohn Otto auch nach dem Untergang der Doppelmonarchie und der 1921 in Ungarn beschlossenen Dethronisation der Habsburger zu einem römisch-katholischen Monarchen. So wurde er in den Sprachen der Völker der k.u.k. Monarchie unterrichtet und musste den alt-österreichischen und alt-ungarischen Stundenplan eines Gymnasiums nebeneinander absolvieren. Er beherrschte neben seiner Muttersprache Deutsch auch Ungarisch, Kroatisch, Englisch, Spanisch, Französisch und Latein fließend in Wort und Schrift. Seine späteren Bücher schrieb er daher später nicht nur auf Deutsch, sondern auch auf Ungarisch und Französisch.
Im Oktober 1929 ließ sich die Familie in Belgien nieder. Die Großjährigkeitserklärung und damit das Ende der Vormundschaft seiner Mutter erfolgte am 20. November 1930. Damit wurde Otto von Habsburg Oberhaupt des „Hauses Habsburg“ und Souverän des Ordens vom Goldenen Vlies.

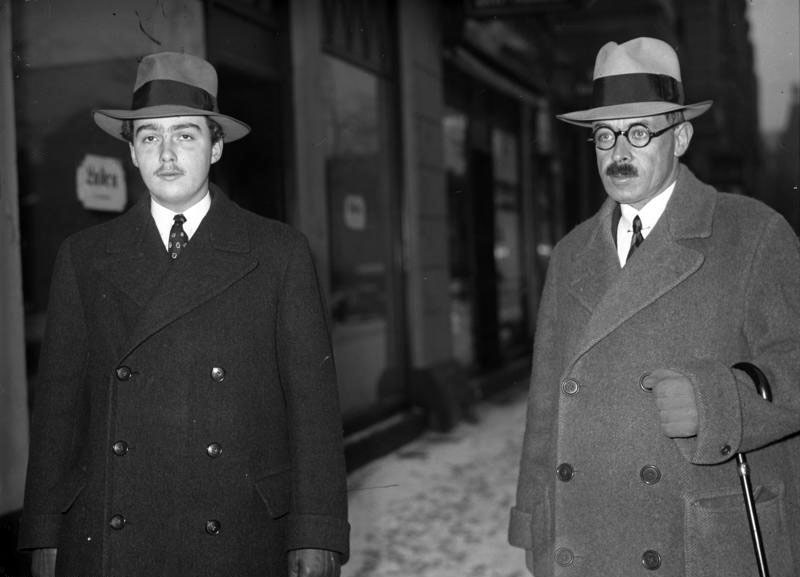
Otto von Habsburg (links) in Berlin mit Graf von Degenfeld (1933)

Nach der mit Auszeichnung bestandenen Reifeprüfung griff Otto von Habsburg im Oktober 1929 ein Studium der Staats- und Sozialwissenschaften an der Katholischen Universität Löwen auf und nahm den lothringischen Titel Herzog von Bar an. Unter diesem Namen wurde er auch immatrikuliert. Im Rahmen der Arbeit an seiner Dissertation über österreichische Agrarfragen absolvierte er einen Studienaufenthalt bei Max Sering an der Friedrich-Wilhelms-Universität zu Berlin. Am 7. Juni 1935 erhielt Otto von Habsburg, nach mit Auszeichnung abgeschlossenem Studium, an der Universität Löwen den Titel eines Doktors der sozialen und politischen Wissenschaften.

### Ab 1940 und Familiengründung
Von 1940 bis 1944 lebte Habsburg in den USA, 1944 bis 1951 hauptsächlich in Frankreich, später wieder in Spanien. In der Minoritenkirche in Nancy heiratete er 1951 Regina Prinzessin von Sachsen-Meiningen, Tochter des Erbprinzen Georg von Sachsen-Meiningen. Nancy war die historische Hauptstadt des Herzogtums Lothringen und die Minoritenkirche die Grablege seiner väterlichen Urahnen, der Herzöge von Lothringen.
Aus der Ehe mit Regina gingen sieben Kinder hervor. Seit 1954 lebte die engere Familie Ottos in Pöcking am Starnberger See in Bayern, die im Familienbesitz stehende Villa Austria bewohnte Otto von Habsburg bis zu seinem Tode.
Nach dem Zweiten Weltkrieg begann Habsburg eine Tätigkeit als Vortragsreisender und war außerdem als Schriftsteller tätig. Habsburg, der in seinem politischen Engagement vom spanischen Diktator Francisco Franco unterstützt wurde, setzte sich für dessen Auszeichnung mit der Goldmedaille des Stiftes Mariazell ein, die Franco 1952 erhielt.

### Familienmitglieder

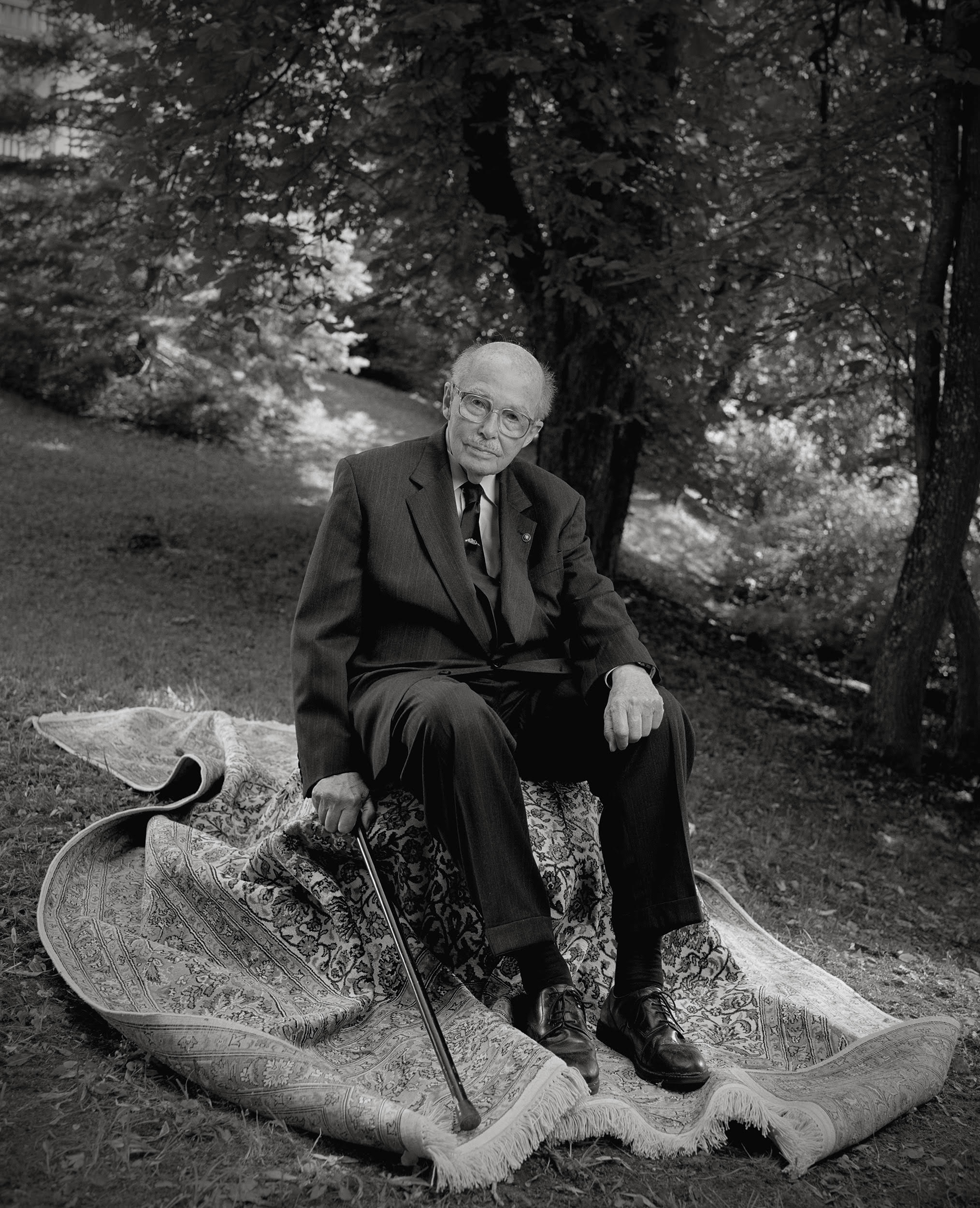
Otto von Habsburg porträtiert von Oliver Mark, Pöcking 2006

Mit seiner Ehefrau Regina von Habsburg (in Österreich amtlich: Regina Habsburg-Lothringen, kurz: Regina Habsburg; 1925–2010) hatte er sieben Kinder (von diesen entstammen 22 Enkelkinder und zwei Urenkelkinder):
- Andrea Maria (* 30. Mai 1953 in Würzburg)
⚭ 1977 Karl Eugen Graf von Neipperg
- Monika Maria Roberta Antonia Raphaela (* 13. September 1954 in Würzburg)
⚭ 1980 Luis María Gonzaga de Casanova-Cárdenas y Barón, Herzog von Santangelo
- Michaela Maria Madeleine Kiliana (* 13. September 1954 in Würzburg)
⚭ 1984–1994 Eric Alba Teran d’Antin
⚭ 1994 Hubertus Graf von Kageneck
- Gabriela Maria Charlotte Felicitas Elisabeth Antonia (* 14. Oktober 1956 in Luxemburg)
⚭ 1978–1997 Christian Meister
- Walburga Maria Franziska Helene Elisabeth (* 5. Oktober 1958 in Berg am Starnberger See)
⚭ 1992 Archibald Graf Douglas
- Karl Thomas Robert Maria Franziskus Georg Bahnam (* 11. Jänner 1961 in Starnberg)
⚭ 1993 Francesca Thyssen-Bornemisza
- Paul Georg Maria Joseph Dominikus (* 16. Dezember 1964 in Starnberg)
⚭ 1997 Eilika Herzogin von Oldenburg

### Familienoberhaupt
Mit der Großjährigkeitserklärung und damit dem Ende der Vormundschaft seiner Mutter am 20. November 1930 bis Ende 2006 war Otto Habsburg Oberhaupt der Familien Habsburg-Lothringen (und des im Jahre 1919 untergegangenen „Hauses Habsburg“). Mit 1. Jänner 2007 übertrug er diese Rolle seinem Sohn Karl Habsburg-Lothringen.

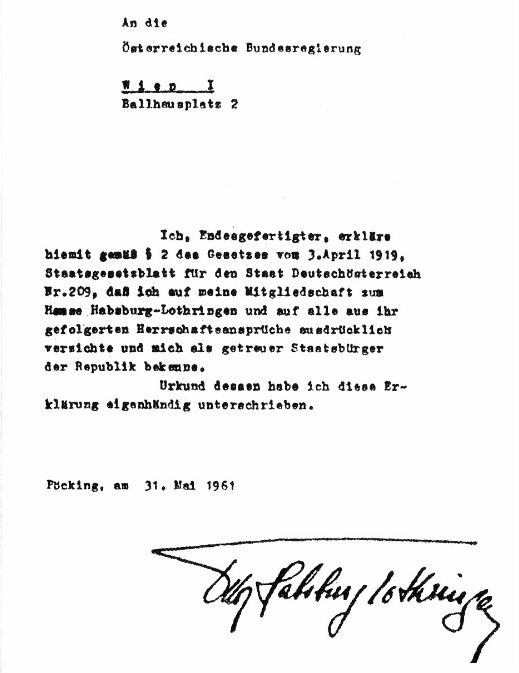
– Verzichtserklärung vom 31. Mai 1961, unterzeichnet mit Otto Habsburg Lothringen (ohne dem amtlichen Bindestrich zwischen den Namensteilen Habsburg und Lothringen).

### Verzichtserklärung 1961
Die Einreise in die am 12. November 1918 ausgerufene Republik Österreich war ihm und den anderen Familienmitgliedern durch § 2 Habsburgergesetz vom 3. April 1919 untersagt, so lange sie nicht auf die Zugehörigkeit zum Haus Habsburg-Lothringen und die aus ihr gefolgerten Herrschaftsansprüche verzichteten und sich als getreue Staatsbürger der Republik bekannten. Otto gab diese Erklärung gegen den erklärten Willen seiner Mutter im Mai 1961 ab, um als Europapolitiker nach Österreich einreisen zu können, und unterschrieb mit dem für ihn seit dem Adelsaufhebungsgesetz vom 3. April 1919 in Österreich gültigen Namen Otto Habsburg-Lothringen, allerdings ohne den amtlichen Bindestrich zwischen den beiden Namensbestandteilen Habsburg und Lothringen (siehe zu den Details den Abschnitt Die „Habsburg-Krise“ 1961–1966):

„An die Österreichische Bundesregierung
Wien I
Ballhausplatz 2
Ich, Endesgefertigter, erkläre hiermit gemäß § 2 des Gesetzes vom 3. April 1919, Staatsgesetzblatt für den Staat Deutschösterreich Nr. 209, daß ich auf meine Mitgliedschaft zum Hause Habsburg-Lothringen und auf alle aus ihr gefolgerten Herrschaftsansprüche ausdrücklich verzichte und mich als getreuer Staatsbürger der Republik bekenne.
Urkund dessen habe ich diese Erklärung eigenhändig unterschrieben.
Pöcking, am 31. Mai 1961.
[Unterschrift als „Otto Habsburg Lothringen“.]“

## Politische Rolle

### Europapolitiker

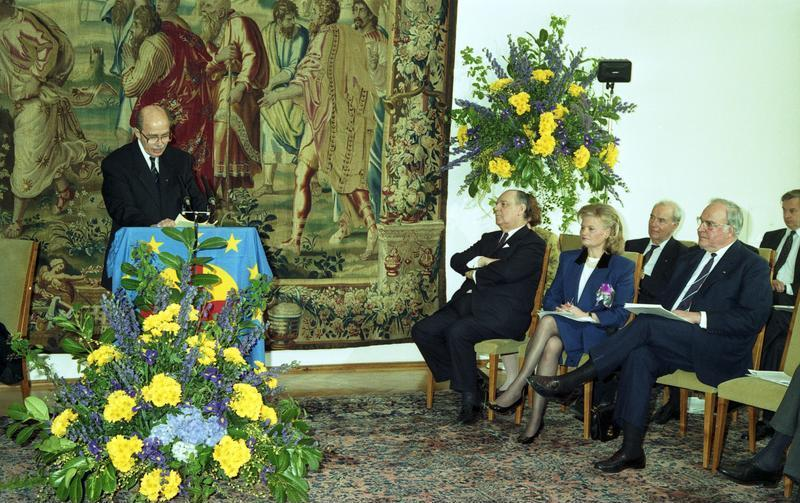
Otto von Habsburg bei der Verleihung des Coudenhove-Kalergi-Preises an Helmut Kohl (1991)

1957 bis 1973 war er Vizepräsident, 1973 bis 2004 als Nachfolger des Gründers Richard Nikolaus Graf von Coudenhove-Kalergi Präsident der Internationalen Paneuropa-Union; von 2004 bis 2011 war er deren Ehrenpräsident. Er war auch Mitglied des in den 1950er Jahren entstandenen konservativen Netzwerk Le Cercle („Le Cercle Pinay“), dem in seiner Frühphase auch Konrad Adenauer und Antoine Pinay angehörten und in dem Habsburg zahlreiche paneuropäische Kontakte knüpfte.
Von 1979 bis 1999 war er, nachdem er 1978 neben der österreichischen Staatsbürgerschaft auch die deutsche Staatsangehörigkeit angenommen hatte, für die Christlich-Soziale Union in Bayern (CSU) Abgeordneter im Europäischen Parlament und zweimal dessen Alterspräsident. Seit 1982 war Otto von Habsburg Mitglied, hatte aber keine Parteiämter übernommen.
Im Zusammenhang mit der Erarbeitung der Europäischen Verfassung sprach er sich immer für einen Gottesbezug aus. Er war in der Europäischen Volkspartei von 1981 bis 1999 Obmann im Politischen Ausschuss, Vorsitzender der Delegation im Gemischten Parlamentarischen Ausschuss EU – Ungarn, Mitglied im Politischen Ausschuss für Recht und Bürgerrechte und Stellvertretendes Mitglied im Entwicklungsausschuss und im Ausschuss für Haushaltskontrolle.
Otto von Habsburg schied aus gesundheitlichen Gründen am 13. Juni 1999 auf eigenen Wunsch aus dem Europäischen Parlament aus. Nach seinem Rückzug aus allen politischen Funktionen und der Abgabe vieler seiner Ämter arbeitete er zuletzt nur noch als Publizist.

### Thron- und Titelansprüche
Von seiner Mutter Zita seit jeher so erzogen, hielt Otto Habsburg-Lothringen jahrzehntelang an den Thronansprüchen fest, die im Sinne des Legitimismus nach dem Tod seines Vaters auf ihn übergegangen waren. In folgenden Nachfolgestaaten Österreich-Ungarns wurden Thronansprüche des Hauses Habsburg explizit per Gesetz ausgeschlossen:
- Deutschösterreich hob am 12. November 1918 die Monarchie und am 3. April 1919 die Adelstitel auf; siehe Bundesverfassung (Österreich) und Adelsaufhebungsgesetz.
- Die am 28. Oktober 1918 gegründete Tschechoslowakische Republik hob die Adelstitel am 10. Dezember 1918 auf.[22]
- Ungarn blieb bis 1946 Monarchie, beschloss aber 1921 nach zwei Restaurationsversuchen Karls IV. auf Wunsch der Triple Entente das Dethronisationsgesetz, mit dem der König abgesetzt und seine Nachkommen vom Thron ausgeschlossen wurden. Mit Gesetz IV/1947 vom 14. Jänner 1947 wurden der Adel und die Adelsbezeichnungen abgeschafft.[23]

Die in der Kaiserproklamation von Kaiser Franz I. vom 11. August 1804 angeführte Bestimmung, das Oberhaupt des Hauses Österreich führe den Titel eines Kaisers unabhängig von der Verfassung der Erbländer, war nach dem Untergang der Monarchie 1918 politisch nicht mehr von Bedeutung, da das Kaisertum Österreich als Staat nach Kaiser Karls Verzichtserklärung und der Ausrufung der Republik im November 1918 nicht mehr vorhanden war.
Als Staatsbürger der neu gegründeten Republik Deutschösterreich (1918 / 1919) bzw. der Republik Österreich (seit 1919), die nach der Auflösung der Donaumonarchie am Ende des Ersten Weltkrieges entstanden war, fiel Otto von Habsburg ab 3. April 1919 unter das von der Nationalversammlung beschlossene Adelsaufhebungsgesetz (in Verbindung mit dem Habsburgergesetz), durch das der dynastische Hausname Habsburg-Lothringen in Österreich verbürgerlicht und zum Familiennamen wurde.
Im Jahr 1957 hielt das österreichische Innenministerium fest, dass Ottos Name amtlich Dr. Otto Habsburg-Lothringen laute. Gleichzeitig wurde ihm auf Grund des Adelsaufhebungsgesetzes amtlich untersagt, den dynastischen Namen Otto von Österreich zu führen. In einem Nachruf in der Zeit verwies Joachim Riedl 2011 auf Otto von Habsburgs lange „Liste an Titeln, die von wohlklingender Wertlosigkeit sind.“

### Zwischenkriegszeit

#### Pläne in Österreich
Seit etwa 1922 waren in Österreich kleinere traditionalistische Vereinigungen entstanden, zum Beispiel in Wien „Ö. StV. Ottonia“ (vormals Corps Ottonen), die eine konstitutionelle Monarchie mit dem Habsburger Prinzen an der Spitze gründen wollten. Allerdings wurde diese Restaurationsbewegung (siehe Legitimisten) nur von wenigen Politikern gutgeheißen. Monarchistisch ausgerichtete Parteien erhielten bei allen freien Wahlen der Ersten Republik nur einen geringen Wählerzuspruch und verfehlten stets den Einzug ins Parlament.
Vor allem ab 1930 gab es in Österreich Überlegungen einzelner Politiker, so auch von den ab 1933 diktatorisch herrschenden Bundeskanzlern Engelbert Dollfuß und Kurt Schuschnigg, den Sohn des letzten Kaisers in einer neu zu konstituierenden Monarchie als Staatsoberhaupt einzusetzen. Dadurch sollten die Kämpfe zwischen den politischen Lagern überwunden werden. Mit der Rückbesinnung auf die k.u.k. Monarchie sollte das Staatsbewusstsein der Österreicher verstärkt und ein Gegengewicht zu den deutschnationalen Anschlussbestrebungen an das Deutsche Reich geschaffen werden.
Im Zuge der Rückbesinnung wurde vom Ständestaat 1934 auch der Doppeladler im Staatswappen (allerdings ohne Krone und Zepter) wieder eingeführt und beim Bundesheer die k.u.k. Tradition betont, etwa durch die teilweise Wiedereinführung alter Armeeuniformen. Otto von Habsburg wurde allerdings von Bundeskanzler Schuschnigg mehrmals ersucht, nicht nach Österreich einzureisen, um damit anderen Staaten keinen Angriffsgrund zu geben.
Am 10. Juli 1935 wurde von Schuschnigg die Landesverweisung der Habsburger sowie die Beschlagnahme ihres Privatvermögens gesetzlich aufgehoben. Im April 1936 wurde der Familienversorgungsfonds wiederhergestellt. Anfang 1937 soll nach einer Besprechung Habsburgs mit Schuschnigg ein Protokoll zur Vorbereitung der Restauration erstellt worden sein. Am 1. Jänner 1938 wurden Güter im Wert von etwa 31,5 Millionen Schilling (Wert April 2011: etwa 103 Millionen Euro) zugunsten dieses Fonds rückerstattet. Otto Habsburg soll eine monatliche Apanage von 20.000 Schilling erhalten haben. 1937 trat jedoch eine Abkühlung des Verhältnisses Schuschniggs zu Otto ein, und Schuschnigg verschob Überlegungen zur Neugründung der Monarchie.
Bis zum „Anschluss“ Österreichs an Hitler-Deutschland im Jahr 1938 war dem Emigranten Otto Habsburg von 1603 österreichischen Gemeinden die Ehrenbürgerschaft verliehen worden. Das erste Ehrenbürgerrecht hatte er in der Gemeinde Ampass in Tirol am 7. Dezember 1931 erhalten, weitere Gemeinden waren diesem Vorbild gefolgt. Am 11. Februar 1938 gab es monarchistische Massenveranstaltungen mit etwa 80.000 Teilnehmern in Wien und in den Landeshauptstädten.

#### Abwehrwille gegen Hitler
Kurz vor dem „Anschluss“ Österreichs an das nationalsozialistische Deutsche Reich ersuchte Otto von Habsburg den damaligen Bundeskanzler Schuschnigg, ihm die Kanzlerschaft der Republik zu übertragen, um militärischen Widerstand zu organisieren. Während Schuschnigg gegen einen möglichen deutschen Einmarsch protestieren und kapitulieren wollte, war Habsburg wie Teile der damaligen österreichischen Armee und Armeeführung (andere Teile waren längst Nationalsozialisten) für militärischen Widerstand und wollte von Schuschnigg die Regierungsgewalt übernehmen.
In seinem Schreiben vom 17. Februar 1938 an Schuschnigg forderte Habsburg neben aktiver Verteidigung und strikter Ablehnung des Nationalsozialismus:

„Vorerst muss die Befriedung nach links aktiv betrieben werden. Die Arbeiter haben in den letzten Tagen bewiesen, dass sie Patrioten sind. Diese Gruppe kann durch den Nationalsozialismus nicht vergiftet werden, wird daher stets am sichersten für Österreich eintreten, wogegen die Regierung ihr die Möglichkeit geben muss, an der Gestaltung des Vaterlandes – für welches sie sich einzusetzen bereit ist – aktiv mitzuwirken.“

Schuschnigg lehnte dieses Ansinnen ab; ein solcher Versuch würde „mit hundertprozentiger Sicherheit den Untergang Österreichs bedeuten“.
Von Adolf Hitler, von Ungarn und der Tschechoslowakei (von Seiten tschechischer Politiker wurde, laut der Sudetendeutschen Landsmannschaft, die Parole „Lieber Hitler als Habsburg!“ ausgegeben) wurden die Restaurationsabsichten in Österreich mit Einmarschplänen (der deutsche Einmarschplan trug den Tarnnamen „Unternehmen Otto“, möglicherweise aber unter Bezug auf die Ottonen) beantwortet, da sie monarchistische Rückwirkungen auf ihre Länder befürchteten.

#### Europa
In den 1930er Jahren lernte Habsburg Richard Coudenhove-Kalergi kennen, der 1922 die Paneuropa-Union (PEU) gegründet hatte. 1936 wurde er Mitglied. Nach dem Zweiten Weltkrieg war Habsburg von 1973 bis 2004 in Nachfolge von Coudenhove-Kalergi Präsident der Union und dann bis zu seinem Tod 2011 Ehrenpräsident. In Österreich war er an der Umformierung der Monarchistischen Bewegung in die Paneuropa-Bewegung Österreich beteiligt und wurde deren Präsident bis 1986, als er die Funktion an seinen Sohn Karl übergab.

### Zeit des Nationalsozialismus

#### Vorgänge in Kontinentaleuropa
Nachdem mit dem „Anschluss“ an das Deutsche Reich die NS-Herrschaft in Österreich begonnen hatte, wurde Habsburg am 29. März 1938 wegen Hochverrats steckbrieflich zur Fahndung ausgeschrieben, wie der Völkische Beobachter am 20. April, dem „Führergeburtstag“, berichtete. Sein persönliches Vermögen und das von ihm verwaltete Familienvermögen der Familie Habsburg wurden auf persönlichen Befehl Hitlers enteignet. Die Spitzen der legitimistischen Bewegung wurden sofort verhaftet und großteils hingerichtet. Zwischen 1938 und 1942 dürften 4000 bis 4500 österreichische Monarchisten verhaftet worden sein; etwa 800 bis 1000 von ihnen wurden hingerichtet oder in Konzentrationslagern ermordet.
Am 10. Mai 1940 entkam die Familie Habsburg nur knapp einer Bombardierung des Schlosses Steenokkerzeel. Von Führer-Stellvertreter Rudolf Heß erging der Befehl an die Invasionstruppen in Belgien, Otto Habsburg und seine Brüder, wenn sie gefasst würden, ohne jedes Verfahren sofort zu erschießen. Über Paris, Spanien und Portugal (das dafür notwendige Visum erhielt er von Aristides de Sousa Mendes) floh „Otto of Austria“, wie er sich dann in Amerika nannte, am 27. Juni 1940 in die Vereinigten Staaten (USA) ins Exil. Auch seine Mutter Zita und Ottos Geschwister flüchteten auf den amerikanischen Kontinent. In den frühen 1940er Jahren lernte er in der Bibliothek des US-Kongresses (Library of Congress) den Emigranten Fritz G. A. Kraemer kennen, der nach 1948 zum einflussreichen Berater im US-Verteidigungsministerium avancierte.
Am Tag des Rundfunkaufrufs zum Waffenstillstand durch Philippe Pétain in Frankreich kehrte Habsburg nach Angaben einer autorisierten Biographie am 17. Juni 1940 noch einmal nach Bordeaux zurück, um mit Hilfe des portugiesischen Generalkonsuls, Aristides de Sousa Mendes, Visa für die Flucht von im Deutschen Reich politisch verfolgten Österreichern über Spanien und Portugal nach Übersee zu organisieren. Die Biografie spricht von etwa 15.000 Personen, die so gerettet worden seien. Auch die anlässlich seines Todes ausgestrahlte ORF-Dokumentation „Menschen und Mächte“ spricht von Tausenden rettenden Visa, die er für Österreicher, die aus dem Deutschen Reich und den besetzten Ländern fliehen mussten, organisiert hätte. Sein Name soll sich zu diesem Zeitpunkt bereits auf einer sogenannten „Wiesbadener Liste“ mit Personen befunden haben, die Frankreich im Falle der bedingungslosen Kapitulation sofort zu verhaften und an das Deutsche Reich auszuliefern gehabt hätte.
Otto von Habsburg, seiner Mutter und den Geschwistern wurde auf Befehl Hitlers die Reichsbürgerschaft entzogen. In einer Geheimakte des Reichssicherheitshauptamtes Berlin vom 25. August 1941 heißt es dazu:

„Der Führer hat nach Vortrag befohlen, dass der früheren Kaiserin Zita von Habsburg-Lothringen die deutsche Staatsbürgerschaft aberkannt und die Ausbürgerung zugleich auf ihre Söhne und Töchter unter Beschlagnahme ihres zum Teil noch nicht eingezogenen Vermögens erstreckt wird.“

Das enteignete Vermögen fiel an das Großdeutsche Reich und ging, soweit es sich in Österreich befand, nach dessen Untergang in den Besitz der Republik Österreich über.
Das von Habsburg behauptete Verdienst, Luftangriffe der Alliierten auf Österreich verhindert bzw. verschoben zu haben (im Deutschen Reich wurden die „Donau- und Alpenreichsgaue“ als „Reichsluftschutzkeller“ bezeichnet), wird von der Wissenschaft nicht akzeptiert. Die anfängliche Nichtbombardierung rührte daher, dass die Stützpunkte der englischen und der amerikanischen Luftstreitkräfte, von denen aus die Bombergeschwader starteten, vorerst zu weit von Österreich entfernt waren, um die sichere Rückkehr der Flugzeuge zu garantieren. Erst als die Stützpunkte 1943/44 Österreich näherrückten (Flughafen Foggia) bzw. US-Bomber mit größerer Reichweite zur Verfügung standen, wurden Bombardierungen aufgenommen.

#### Aktionen in den USA und in Großbritannien
In den USA und in Großbritannien hatte Otto von Habsburg intensive persönliche Kontakte zu Präsident Franklin Roosevelt und Winston Churchill. Ihm gelang die erfolgreiche Initiierung des „Austrian Day“, die erfolgreiche Aufnahme Österreichs in die Briefmarkenserie „Occupied Nations“ und vor allem die Teilnahme an der 2. Konferenz von Quebec, wo er mit Unterstützung Churchills bei Präsident Roosevelt erfolgreich eine Verkleinerung der sowjetischen Zone bzw. die Aufteilung Wiens auf die vier Alliierten anregte. Sein Versuch der Bildung einer Exilregierung und eines Habsburger „Austrian Battalion“ scheiterte aber.
Durch Otto von Habsburgs Bemühungen sollte die staatliche Eigenständigkeit Österreichs nach dem Krieg erreicht, die Zonenplanung der Alliierten im besetzten Nachkriegsösterreich zugunsten der Westmächte verändert und Ungarn aus der Allianz mit dem Deutschen Reich herausgebrochen werden. Hinsichtlich Ungarns wurden die westalliierten Pläne einer ungarischen Kapitulation gegenüber den Westmächten, einer Luftlandung alliierter Truppen in Ungarn bzw. Landung in Jugoslawien zur Unterstützung und einer beabsichtigten Einsetzung Otto von Habsburgs im Rahmen bzw. an der Spitze der ungarischen Regierung durch die überraschende Besetzung Ungarns durch die Rote Armee zunichtegemacht. Churchill war ein Verfechter dieser Pläne, um dem bevorstehenden Vormarsch der Sowjets nach Mitteleuropa Einhalt zu gebieten.
Eine weitere realistische Restaurationsmöglichkeit für Habsburg bestand während des Zweiten Weltkrieges, indem er Churchill für das Konzept einer Donauföderation gewann bzw. Habsburg in Plänen der britischen Diplomatie für solche Überlegungen geführt wurde: Auf dem Gebiet des früheren Österreich-Ungarn sollte nach seinen Vorstellungen ein neuer Vielvölkerstaat Österreich-Ungarn nach dem Vorbild Belgiens entstehen, der zwei große Bevölkerungsgruppen vereinigte. Auch die Länder Bayern, Baden, Württemberg und Hohenzollern-Sigmaringen sollten als Monarchien wiederhergestellt und in einem so genannten „Süddeutschen Bund“ vereinigt werden. Es gab von Churchill auch einen Vorschlag zur Isolierung Preußens und zur Schaffung eines erweiterten Donaubundes. „Als Bruno Kreisky im schwedischen Exil davon erfährt, notiert er: ‚Glaubt man wirklich in diesen Kreisen, dass die Hassgefühle, die mit dem Namen Habsburg verbunden waren, heute schon verschwunden sind?‘“
Churchill wollte als Gegengewicht zum Deutschen Reich eine modernisierte Auflage des alten Österreich-Ungarn schaffen, wobei er hinsichtlich letzterem meinte: „Wenn es nicht existierte, müsste man es erfinden.“ (Dieses Bonmot wird ursprünglich dem tschechischen Historiker und Politiker František Palacký, 1798–1876, zugeschrieben). Churchills diesbezügliche Konzepte scheiterten jedoch an der Ablehnung durch Josef Stalin auf der Konferenz von Teheran. Roosevelt schätzte die realistische Chance zur Durchsetzung dieses Projektes infolge des weiten Vordringens der Roten Armee als gering ein und vertrat daher dieses Projekt nicht in gleicher Weise wie Churchill. Amerikaner und Briten verbanden mit dieser Föderation allerdings nicht das Ziel der erneuten Inthronisierung des Hauses Habsburg.
In einer Unterredung unter vier Augen zwischen dem Erzbischof von New York Francis Spellman und Präsident Roosevelt am 3. September 1943 antwortete der Präsident auf Spellmans ausdrückliche Frage, ob Österreich, Ungarn und Kroatien unter irgendeine Art russisches Protektorat fallen würden, mit einem eindeutigen Ja. Zu Österreich meinte Roosevelt, es werde keine Opposition gegen ein kommunistisch beherrschtes österreichisches Regime geben. Die einzige Möglichkeit wäre, wenn Otto von Habsburg mit Hilfe Ungarns den Thron gewinnen könnte – aber selbst er würde sich mit den Russen zu arrangieren haben.

### Von 1944 bis zur Verzichtserklärung 1961
Im November 1944 reiste Otto von Habsburg „als einer der ersten Flüchtlinge“ von den USA über Lissabon ins befreite Paris, 1945 nach Kriegsende nach Westösterreich; er hielt sich mit seinem Bruder Robert einige Wochen in der französischen Zone, in Innsbruck, auf.
In einem mit „Otto of Austria“ signierten und mit der Habsburgerkrone verzierten Brief schrieb Otto am 2. Juli 1945 an US-Präsident Truman, empfahl die Schaffung von österreichischen Regierungsstellen in den von den Westalliierten besetzten Bundesländern und warnte vor der Anerkennung der provisorischen Staatsregierung unter Leitung des Sozialdemokraten Karl Renner in Wien, „da ansonsten ‚das kommunistisch beherrschte Regime‘ in Wien ‚das Land zur Anarchie führen‘ würde.“ Diesem Vorschlag Habsburgs wurde nicht entsprochen, denn er hätte die Teilung Österreichs entlang der Demarkationslinie zur sowjetischen Zone verfestigt. Renner gelang es, noch 1945 die Anerkennung aller vier Alliierten für seine Regierung in Wien zu erhalten.
Die noch 1945 beschlossene Rückkehr der Zweiten Republik zum Verfassungsrechtsbestand vor 1933 (inklusive Habsburgergesetz) zwang Otto Habsburg dazu, Österreich 1946 wieder zu verlassen: „Auf Drängen der amerikanischen Besatzungsmacht reist schließlich Außenminister Karl Gruber nach Tirol, um die lästigen Habsburger zur Abreise zu bewegen.“
Habsburg musste ausreisen, weil er keine Verzichtserklärung abgegeben hatte. Den Sozialisten war Habsburg noch jahrzehntelang suspekt; sie befürworteten seine Einreise keinesfalls. Außerdem war die Ausreise trotz Widerstands der Franzosen wohl zur Besänftigung der Sowjets nötig, die eine Habsburgerrenaissance in ihrer Einflusssphäre verhindern wollten und daher 1955 zur Zustimmung zum österreichischen Staatsvertrag auch die völkerrechtliche Verankerung der Geltung des Habsburgergesetzes verlangten.
Die Ausweisung 1946 hatte keinen Einfluss auf Habsburgs österreichische Staatsbürgerschaft. Da er keinen gültigen österreichischen Reisepass hatte, erhielt er über Vermittlung Charles de Gaulles einen monegassischen Reisepass bzw. einen Pass des Souveränen Malteserordens, dem er seit 1932 angehörte. Später erhielt er weiters einen spanischen Diplomatenpass. Im Jahr 1949 erhob Otto Habsburg „in Widerspruch zur österreichischen Verfassung eine Reihe von Personen in den Adelsstand“. In einer Wiener Tageszeitung befürwortete Habsburg kurze Zeit danach in einem Interview „eine aus ‚monarchischen und republikanischen Elementen gemischte Staatsform‘“.
Seit dem 10. Mai 1954 ist der ständige Wohnsitz der Familie Habsburg-Lothringen die „Villa Austria“ (im Volksmund auch „Kaiservilla“ genannt) in Pöcking am Starnberger See. 1957 stellte das österreichische Innenministerium den Namen mit Dr. Otto Habsburg-Lothringen fest, gleichzeitig wurde ihm amtlich untersagt, den dynastischen Namen Otto von Österreich zu führen. Zuvor hatte Habsburg versucht, seine Töchter Andrea und Gabriela an ihren Geburtsorten standesamtlich mit Namen eintragen zu lassen, die auf die einstige dynastische Funktion seiner Familie Bezug nahmen. Bei Andrea scheiterte sein Versuch, sie 1953 in Würzburg, wo drei seiner Kinder an der dortigen Universitätsfrauenklinik zur Welt kamen, als Erzherzogin eintragen zu lassen, bei Gabriela gelang ihm dies 1956 in Luxemburg.
Am 8. Mai 1956 war Otto Habsburg-Lothringen von der niederösterreichischen Landesregierung bescheinigt worden, österreichischer Staatsbürger zu sein, und es wurde ihm ein Reisepass ausgestellt. Dieser enthielt jedoch die Einschränkung „Gültig für alle Staaten der Welt, mit Ausnahme von Österreich“ (vgl. Staatsbürgerschaft von Karl).
Anfang 1958 fühlte Maximilian Hohenberg, ein Sohn des in Sarajewo ermordeten Thronfolgers Franz Ferdinand, in Österreich wegen der Rückkehrchancen Otto Habsburgs vor, die Sozialisten hätten sich jedoch reserviert gezeigt. Basis war die von Ottos Anwalt am 21. Februar 1958 verfasste Erklärung, deren Sinn allein in der Rückkehrmöglichkeit gelegen war, jedoch ohne ausdrückliche Anerkennung des Habsburgergesetzes und ohne formell – wie von der SPÖ gefordert – auf jeden Herrschaftsanspruch zu verzichten:

„Um in meine Heimat zurückkehren zu können, erkläre ich im eigenen Namen und im Namen meiner Gemahlin und meiner minderjährigen Kinder als österreichischer Staatsbürger, die derzeit in Österreich geltenden Gesetze anzuerkennen und mich als getreuer Bürger der Republik zu bekennen.“

Am 3. September 1958 schrieb er an den Bundeskanzler Julius Raab, bei dem er seinen Rückkehrwunsch deponierte. Raab antwortete ihm am 17. Oktober und äußerte in dem Schreiben seine Bedenken, „dass bei der Empfindlichkeit der Tschechoslowakei und Ungarns es unmöglich sein wird, hier in Österreich eine politische Tätigkeit zu entfalten“. Zusätzlich erhob er die Forderung nach Restitution des ehemaligen Habsburgervermögens aus dem sogenannten Familienversorgungsfonds.
Kurz danach erklärte er neuerlich, dem Neuen Kurier gegenüber, dass in seinen Augen die konstitutionelle Staatsform die beste Staatsform sei. Am 20. Dezember 1958 wurde er von der französischen Illustrierten Paris Match zitiert, eine Äußerung, die er später bestritt, in dieser Form getätigt zu haben:

„Wenn ich aber einmal zurückgekehrt und ein einfacher Staatsbürger geworden bin, wer soll mich dann daran hindern, politisch für meine Ideen zu kämpfen, und welches Gesetz könnte dann die Staatsbürger davon abhalten, mich zum Kaiser zu wählen?“

Ebenfalls 1958 forderte von Habsburg laut einem Spiegel-Bericht eine Autorität für Europa, die das Interesse der Allgemeinheit gegenüber den Sonderinteressen Einzelner schützen könne. Eine solche Autorität sei früher der Kaiser gewesen. Diese Aufgabe hätten weder der ehemalige Völkerbund noch die UNO zu lösen vermocht. Die Europafahne erinnere eher an das Wahrzeichen eines Warenhauses, das nie das Kreuz ersetzen könne, unter dem Europa entstanden sei und unter dem es allein leben könne.
All dies erschien der SPÖ nicht hinnehmbar und erregte Widerstand. Der Bundespräsident Adolf Schärf schrieb daraufhin Anfang Jänner an den damaligen Staatssekretär Bruno Kreisky: „Die Habsburgerfrage drängt sich immer wieder auf. Wenn man bedenkt, dass Otto zur gleichen Zeit in Österreich das Gegenteil von dem erklärt, was er in Frankreich sagt, dann muss man damit rechnen, dass er seine Rückkehr nur dazu benutzen würde, um die Restauration zu beginnen. […] Aus diesem Grunde glaube ich, dass man alles tun sollte, um eine Rückkehr zu erschweren.“
Auf Vorschlag des spanischen Ministerberaters Sánchez Bello sollte Habsburg nach dem Tod Francos für die spanische Krone ins Gespräch gebracht werden, was jedoch für den Diktator nie wirklich eine Option war.

### Die „Habsburg-Krise“ 1961–1966
Ab 1961 geriet die Koalition von ÖVP und SPÖ über das Thema Habsburg in eine schwere Krise („Habsburg-Krise“), mit der grundsätzliche verfassungsrechtliche Fragen verbunden waren. In der Folge kam es zu innenpolitischen Auseinandersetzungen um Otto Habsburgs mögliche Rückkehr, die sich auch nach einer offiziell protokollierten Verzichtserklärung, datiert mit 31. Mai 1961, fortsetzen sollten. Mit einem zeitlichen Abstand von mehr als vierzig Jahren veröffentlichte die Parlamentskorrespondenz als Medienstelle des Parlaments 2006 eine ausführliche Darstellung dazu, die Grundlage der folgenden Zusammenfassung ist.

#### Vermögensfrage
Anfänglich entzündete sich die innenpolitische Habsburg-Krise nur an der Vermögensfrage. Während das ÖVP-geführte Bundeskanzleramt in Auftrag gab zu prüfen, um welche Besitzstände es sich bei einer Rückgabe hätte handeln können, und diesbezügliche Gespräche mit den Bundesforsten geführt wurden, sowie Bundeskanzler Raab in seinem Ressort den Auftrag erteilte, einen Gesetzesentwurf über die Rückstellung des Habsburger-Vermögens auszuarbeiten, blockierte auf der anderen Seite die SPÖ und griff Otto Habsburg medial an. Der wiederum erkannte nun, dass er sich in der Vermögensfrage nicht würde durchsetzen können, und beschränkte sich nurmehr auf die Ermöglichung seiner Einreise nach Österreich. Der Journalist Hellmut Andics vermutete, dass Habsburg auch klar geworden sein könnte, „dass sich für ihn als Familienoberhaupt aus der Reaktivierung des Familienversorgungsfonds nicht nur Rechte, sondern auch Pflichten gegenüber den anderen Familienmitgliedern ergeben würden“.

#### Titel für Habsburgs Kinder
Noch wenige Monate vor seiner Verzichtserklärung Ende Mai 1961 (der auch so genannten „Loyalitätserklärung“) hatte Otto Habsburg in das Pöckinger Taufregister seinen neugeborenen Sohn Karl (* 11. Jänner 1961) als „Karl von Habsburg, Erzherzog zu Österreich, königlicher Prinz von Ungarn“ eintragen lassen. Den Vorgang erklärte Habsburg 1965 in einem Spiegel-Interview:

„Diese ganze Geschichte ist so gelaufen: Die Eintragung hat der hiesige Pfarrer gemacht, ohne mich zu fragen, aus eigenem Antrieb. Es ist ja schließlich auch sein Buch. Übrigens hat er meinen Sohn nicht als Thronfolger bezeichnet. Der Pfarrer hat den Sachverhalt auch in einem eingeschriebenen Brief der SPÖ-Presse mitgeteilt, die über die Eintragung schrieb. Aber die hat seinen Brief nie veröffentlicht.“

Eine solche Eintragung (und wahrscheinlich für alle vor Karl geborenen Kinder) hatte er – einer APA-Presseaussendung der ungarischen „parteiamtlichen“ Tageszeitung Népszabadság vom 5. Juni 1963 zufolge – bereits für seine älteste Tochter Andrea Maria (* 30. Mai 1953) erreicht:

„das standesamt von pöcking bewahrt die eintragung sorgsam auf, wonach die tochter otto von habsburgs, andrea maria, erzherzogin von österreich, königliche prinzessin von ungarn getauft ist. in ungarn findet man sicherlich keinen vernünftigen menschen, der den titel königliche prinzessin ernst nimmt.“

Gleichzeitig wurde vom Parteiorgan befürchtet:

„seine emphatische pose stützt sich auf die ermutigung seitens sehr realer kräfte. die reaktionären kreise innerhalb und ausserhalb österreichs sind aktiv und beabsichtigen mit der rückkehr otto von habsburgs die beginnende liquidierung der grundlagen des bürgerlich-demokratischen regimes in österreich selbst, die ausserkraftsetzung des staatsvertrages, die liquidierung der neutralität österreichs und seine integration in das westliche militärbündnis.“

Und weiter:

„wir ungarn können diese neue habsburger-provokation nicht ignorieren. wir können nicht vergessen, dass ..... otto habsburg, wenn auch als ,einfacher bürger‘ verkleidet, in seinem innersten gedenkt, die österreichische grenze als +kaiser von österreich und könig von ungarn+ zu überschreiten.“

#### Verzichtserklärung vom 31. Mai 1961

##### Politische Bewertung
Otto Habsburg-Lothringen gab in einer durch seinen Rechtsanwalt, den früheren Finanzminister Ludwig Draxler, am 5. Juni 1961 an Bundeskanzler Alfons Gorbach übergebenen Erklärung „An die Österreichische Bundesregierung“, datiert mit „Pöcking, am 31. Mai 1961“, bekannt, auf seine Mitgliedschaft zum Hause Habsburg-Lothringen und auf alle aus ihr gefolgerten Herrschaftsansprüche ausdrücklich zu verzichten und sich als getreuer Staatsbürger der Republik zu bekennen (siehe genauer Wortlaut oben).
Diese Formulierung entsprach somit in ihren wesentlichen Teilen wörtlich dem § 2 Habsburgergesetz. Gleichzeitig ersuchte er, sich demnach nurmehr auf seine Einreise beschränkend, die Regierung, im Einvernehmen mit dem Hauptausschuss des Nationalrats festzustellen, dass diese Erklärung als ausreichend anzusehen sei, um die im Jahr 1919 mit dem Habsburgergesetz auch über ihn verhängte Landesverweisung aufzuheben.
Im Ministerrat am 13. und 21. Juni 1961 konnte darüber keine Einigung erzielt werden. Das Protokoll der Sitzung wurde einige Tage später durch den Zusatz ergänzt, dass damit der Antrag als abgelehnt gelte. Der Antrag wurde deshalb nicht an den Hauptausschuss des Nationalrates weitergeleitet. Auch der Antragsteller wurde nicht verständigt.

##### Rechtliche Bewertung
Otto Habsburg-Lothringen rief daraufhin den Verfassungsgerichtshof an, der sich am 16. Dezember 1961 jedoch für unzuständig erklärte. Das Höchstgericht begründete seine Haltung damit, dass kein Bescheid vorliege und die Regierung Einvernehmen mit dem Hauptausschuss suchen müsse, der wiederum kein Verwaltungsorgan sei und dessen Mitglieder über das verfassungsrechtlich garantierte freie Mandat verfügten. Der VfGH habe daher keine Entscheidungskompetenz.
Deswegen wandte Habsburg sich am 6. Februar 1962 mit einer Säumnisbeschwerde (das heißt einer Beschwerde darüber, dass über seinen Antrag nicht entschieden worden sei) an den Verwaltungsgerichtshof. Dieser forderte die Regierung auf, entweder eine Stellungnahme zu verfassen oder eine Entscheidung zu fällen. Nachdem die Regierung auch diesen Termin verstreichen ließ, stellte der Verwaltungsgerichtshof (der im Fall von Säumnisbeschwerden bis zur Einführung der umfassenden Verwaltungsgerichtsbarkeit im Jahr 2014 berechtigt war, an Stelle der zuständigen Organe zu entscheiden) am 24. Mai 1963 fest, die Loyalitätserklärung sei ausreichend (womit die Landesverweisung Otto Habsburg-Lothringens dem Gesetz entsprechend beendet war). Der VwGH ging davon aus, dass das Mitwirkungsrecht des Parlaments an dieser Entscheidung zwar im Habsburgergesetz 1919 festgelegt worden, nicht aber in die Bundesverfassung von 1920 übertragen worden sei und er daher an Stelle der säumigen Bundesregierung allein entscheiden könne.

#### Politisches Nachspiel

##### Politische Debatte
Dieses VwGH-Erkenntnis entfachte eine sehr kontroverse öffentliche Debatte. Es kam, auch unter Beteiligung des Gewerkschaftsbundes, zu Streiks und Demonstrationen gegen Habsburg. In der parlamentarischen Auseinandersetzung wiederum wurde vor allem der verfassungsrechtliche und rechtsstaatliche Aspekt heftig diskutiert. Insbesondere erregte die unterschiedliche Spruchpraxis der beiden Höchstgerichte schwere verfassungsrechtliche Bedenken.
Am 5. Juni 1963 wurde im Nationalrat eine Dringliche Anfrage der SPÖ an den Bundeskanzler „betreffend die Wahrung der Rechtseinheit in Österreich“ debattiert. Die SPÖ wandte sich unter anderem dagegen, dass der Verwaltungsgerichtshof durch sein Erkenntnis die Mitwirkungsbefugnis des Parlaments bei dieser Entscheidung ignoriert habe. (SPÖ-Vorsitzender Vizekanzler Bruno Pittermann sprach beim Parteitag am 6. Juni 1963 in Wien von einem „Justizputsch“.) Die ÖVP vertrat die Ansicht, die von Otto Habsburg-Lothringen abgegebene Erklärung entspreche voll den gesetzlichen Vorgaben und sei zu akzeptieren. Die FPÖ unterstützte die Auffassung der SPÖ, der Nationalrat sei vom VwGH rechtswidrig übergangen worden. Auf ihren Antrag nahm der Nationalrat mit den Stimmen von SPÖ und FPÖ einen Entschließungsantrag an, die Bundesregierung möge dem Parlament einen Gesetzentwurf vorlegen, um einander widersprechende Entscheidungen der Höchstgerichte künftig zu vermeiden. Darüber hinaus wurde eine authentische Auslegung des Habsburgergesetzes verlangt, damit der Hauptausschuss in Hinkunft in seinen Rechten nicht geschmälert werde.

##### Bundesverfassungsgesetz „Authentische Interpretation“
Auf Grund dieser Entschließung legte die ÖVP-SPÖ-Bundesregierung Gorbach II ein diesbezügliches Bundesverfassungsgesetz vor. Es wurde am 4. Juli 1963 in einer sehr turbulenten Nationalratssitzung nach erregten Diskussionen einstimmig beschlossen. Es bekräftigt, dass die Festsetzung, ob eine Erklärung nach dem Habsburgergesetz als ausreichend zu erkennen sei, der Bundesregierung im Einvernehmen mit dem Hauptausschuss des Nationalrates zusteht.

##### Entschließung des Nationalrates
Da das Gesetz aber nicht, wie die SPÖ wollte, rückwirkend beschlossen werden und daher das Erkenntnis des VwGH vom 24. Mai 1963 zu Gunsten Otto Habsburg-Lothringens nicht aufheben konnte, und da die ÖVP den Vorschlag der SPÖ, das VwGH-Urteil einer Volksabstimmung zu unterziehen, wegen Verfassungswidrigkeit ablehnte, nahm der Nationalrat weiters mit SPÖ-FPÖ-Mehrheit eine Entschließung an die Bundesregierung betreffend die „Willenskundgebung der Volksvertretung zu einer Rückkehr von Dr. Otto Habsburg-Lothringen“ an. Darin „wird die Bundesregierung ‚beauftragt‘, ‚in Würdigung der Tatsache, daß …  eine Rückkehr von Dr. Otto Habsburg-Lothringen nach Österreich nicht erwünscht ist, weil sie ohne Zweifel mit schwerwiegenden Konsequenzen für die Republik Österreich verbunden wäre und wegen der Gefahr daraus entstehender politischer Auseinandersetzungen auch zu wirtschaftlichen Rückschlägen führen würde‘, dieser Feststellung als Willenskundgebung der österreichischen Volksvertretung in geeigneter Weise zu entsprechen.“
Die ÖVP hatte dagegen geltend gemacht, die Entschließung sei nichts anderes als ein Auftrag an die Regierung, die Rechtskraft eines höchstgerichtlichen Erkenntnisses zu ignorieren. Dem wurde entgegengehalten, die Bundesregierung werde aufgefordert, der Willenskundgebung in „geeigneter Weise“ zu entsprechen, sodass verfassungs- und gesetzwidrige Maßnahmen von vornherein ausscheiden. Die ÖVP lehnte die in der Diskussion von SPÖ-Seite geäußerte Vorstellung, dass eine Einzelfallentscheidung von Regierung und Hauptausschuss als Politikum „im gerichtsfreien Raum“ stattfinde und daher von den Höchstgerichten nicht überprüft werden könne, als mit dem Rechtsstaat unvereinbar ab.
Ein SPÖ-Redner verwies im Gegenzug darauf, der christsoziale Wiener Bürgermeister Karl Lueger habe bereits 1899 Massenkundgebungen gegen ein seiner Partei nicht genehmes VwGH-Erkenntnis organisiert. Weiters wurde darauf verwiesen, dass in der juristischen Fachliteratur seit 1920 nirgends die Rechtsauffassung erwähnt wurde, der Hauptausschuss sei nicht zuständig. In Zwischenrufen warfen die beiden Regierungsparteien einander Vorkommnisse aus den Jahren 1927 (Justizpalastbrand nach Leitartikel der Arbeiter-Zeitung), 1933/1934 (Beseitigung der Demokratie durch die Vorgängerpartei der ÖVP) und 1950 (angebliche Passivität der ÖVP bei den kommunistisch gelenkten Oktoberstreiks) sowie ihre jeweiligen Überlegungen zur Koalition mit der FPÖ vor.

##### Folgen
Otto Habsburg-Lothringen durfte vorerst weiterhin nicht einreisen, denn Innenminister Franz Olah und Außenminister (und späterer Bundeskanzler) Bruno Kreisky hatten (angeblich schon am 24. Mai 1963, dem Tag des VwGH-Erkenntnisses) die Weisung gegeben, Habsburg, der keinen österreichischen Reisepass, sondern einen spanischen Diplomatenpass besaß, keinen Pass auszustellen und somit seine Einreise zu verhindern. Falscher Alarm an Grenzstationen soll zu mehreren Einsätzen der Exekutive geführt haben.
1964 einigten sich ÖVP und SPÖ darauf, die Habsburgerfrage „in Wahrung der Verfassung und jedes Rechtsstaates gemeinsam in friedlicher Weise und auf Dauer zu lösen“, wie es in der Regierungserklärung vom 2. April 1964 hieß. Man kam auch überein, von übereilten Schritten Abstand zu nehmen, womit eine Einreise Otto Habsburg-Lothringens bis zum Ende der Legislaturperiode nicht mehr zur Debatte stand. Auch Kreiskys Vorschlag, Habsburg „als österreichischen Vertreter beim Heiligen Stuhl abzuschieben“, fand keine Zustimmung.

#### Ende der Krise: Einreiseerlaubnis 1966
Erst die Nationalratswahl des Jahres 1966, aus der die ÖVP mit absoluter Mehrheit hervorging, brachte eine Wende in der Habsburgerfrage und beendete die Krise. Unter der ÖVP-Alleinregierung Klaus stellte das Innenministerium an Otto Habsburg-Lothringen am 1. Juni 1966 einen unbeschränkt gültigen Reisepass aus. Zwei daraufhin im Rahmen einer dringlichen Anfrage vom Abgeordneten Leopold Gratz (später Bundesminister, Bürgermeister von Wien, Nationalratspräsident) am 8. Juni 1966 eingebrachte SPÖ-Entschließungsanträge, die einerseits darauf abzielten, die Entschließung von 1963 „abermals zu bekräftigen“, und andererseits darauf, „das Habsburger-Vermögen, […] auch ‚weiterhin ungeschmälert dem österreichischen Volk‘ zu erhalten“, wurden mit den Stimmen von ÖVP und FPÖ abgelehnt. Eine Mehrheit von ÖVP und FPÖ fand jedoch der FPÖ-Entschließungsantrag, in dem die Bundesregierung aufgefordert wurde, bei „allfällig anhängig gemachten oder noch geltend zu machenden Ansprüchen von Dr. Otto Habsburg-Lothringen oder von anderen Mitgliedern des Hauses Habsburg-Lothringen dafür Sorge zu tragen, dass diese ausschließlich von den zuständigen Gerichten der Republik Österreich auf dem Boden der Gesetze entschieden werden“. Damit war die parlamentarische Behandlung der Loyalitätserklärung beendet.
Der Spiegel schrieb im Juni 1966:

„Um roten Aufruhr zu vermeiden, nahm ÖVP-Kanzler Klaus dem Habsburger aber das Versprechen ab, das neue Heimatgefühl behutsam auszukosten: Durch flüchtige Stippvisiten im schlichten Lodenmantel soll Otto das Republikvolk von seiner Harmlosigkeit überzeugen und langsam an seinen Anblick gewöhnen. Wohnsitz der Habsburg-Familie – neben Otto Ehefrau Regina von Sachsen-Meiningen und sieben Kinder – soll vorerst weiterhin Pöcking in Bayern bleiben.“

Otto Habsburg-Lothringen reiste am 31. Oktober 1966 erstmals nach Österreich ein, was am 2. November Proteste und einen Streik von rund 250.000 Arbeitnehmern zur Folge hatte.
Norbert Leser, Sozialdemokrat und Politikwissenschaftler, führte Jahrzehnte später an, die Sozialdemokratie und er selbst als Habsburgerkannibale hätten damals nicht vor einer monarchistischen Restauration Angst gehabt, sondern befürchtet, von Otto Habsburg-Lothringen publizistisch in den Hintergrund gedrängt zu werden. Man habe diesen Konflikt hauptsächlich dazu genützt, von innerparteilichen Problemen (dem Parteiausschluss von Franz Olah) abzulenken. So stand seiner Meinung nach der SPÖ-Parteitag 1963 ganz im Zeichen der Abwehr der eingebildeten Gefahr Otto Habsburg, wobei Leser zufolge Justizminister Christian Broda diesbezüglich federführend gewesen sei.

### Seit den 1970ern

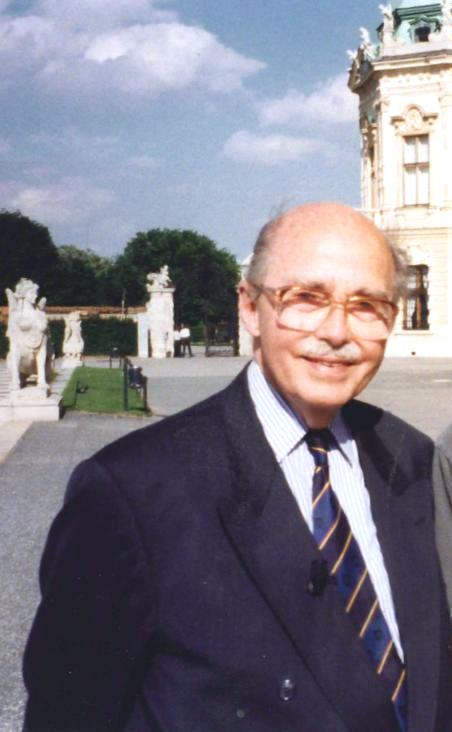
Otto Habsburg vor dem Schloss Belvedere in Wien (1998)

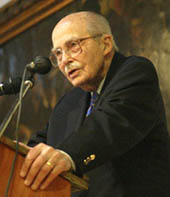
Otto Habsburg spricht (2006)

Am 4. Mai 1972 kam es anlässlich des 50-Jahre-Jubiläums der Paneuropa-Union in Wien zum „historischen Handschlag“ zwischen Otto Habsburg-Lothringen und Bundeskanzler Bruno Kreisky. Von da an wurden Aufenthalte Otto Habsburg-Lothringens in Österreich nicht mehr diskutiert, das Verhältnis zwischen der österreichischen Sozialdemokratie und der Familie Habsburg entspannte sich.
In seinem „unter den Fittichen seines alten Freundes“, des spanischen Diktators Franco, gegründeten Europäischen Informationszentrum in Madrid, einem „Elitezirkel“, der „die europäische Vereinigung unter christlichen Vorzeichen“ anstrebte, hatte Habsburg den bayerischen Spitzenpolitiker Franz Josef Strauß kennengelernt, „seinen späteren Mentor“ ab 1970. „Der Träger eines berühmten Namens spannt ein weltweites Beziehungsnetz, doch die aristokratische Regenbogenwelt meidet er. ‚Futil‘, sagt er, sei sein Stand. Er meint vergeblich.“
Am 8. Juni 1978 erhielt Habsburg-Lothringen – in Deutschland den Namen Otto von Habsburg tragend – im Rathaus seines Wohnorts Pöcking seinen deutschen Reisepass und damit auch die deutsche Staatsbürgerschaft. Habsburg „zieht als antikommunistischer Wanderprediger durch den Kalten Krieg, besonders die Ostpolitik von Willy Brandt verteufelt er“. Bei der Europawahl 1979 verhalf ihm Strauß zu einem CSU-Mandat im Europäischen Parlament, dem er bis zur Europawahl 1999 angehörte. Dort war er unter anderem außenpolitischer Sprecher der EVP-Fraktion und initiierte gegen große Widerstände jene Resolution, die durch einen leeren Stuhl im Europäischen Parlament medienwirksam auf die Völker hinter dem Eisernen Vorhang aufmerksam machte. Am 13. Juli 1988 reiste Otto von Habsburg erstmals seit 1918 nach Budapest im noch kommunistischen Ungarn.
Er war Mitinitiator und Schirmherr des „Paneuropäischen Picknicks“ am 19. August 1989 an der ungarisch-österreichischen Grenze, an der Ungarn im Mai 1989 mit dem Abbau des Eisernen Vorhangs begonnen hatte. Ein noch vorhandenes Gittertor wurde beim Picknick für drei Stunden symbolisch geöffnet. 661 in Ungarn urlaubende oder wartende DDR-Bürger (die von den Veranstaltern per Mundpropaganda auf den Anlass aufmerksam gemacht worden waren) nutzten diesen historischen Moment zu ihrer unkontrollierten und von den ungarischen Grenzsoldaten nicht verhinderten Ausreise Richtung Österreich. Nach dem Paneuropäischen Picknick diktierte Erich Honecker dem Daily Mirror folgende Erklärung: „Habsburg verteilte Flugblätter bis weit nach Polen hinein, auf denen die ostdeutschen Urlauber zu einem Picknick eingeladen wurden. Als sie dann zu dem Picknick kamen, gab man ihnen Geschenke, zu essen und Deutsche Mark, dann hat man sie überredet in den Westen zu kommen.“ „Nach seinem Sturz behauptet … Honecker, dieser Habsburger habe den Sargnagel in seinen Sarg geschlagen.“
Otto von Habsburg war ein früher Kritiker des russischen Präsidenten Putin. In einem Zeitungsinterview im Jahr 2002 und in zwei Reden in den Jahren 2003 und 2005 warnte er vor Putin als „internationaler Bedrohung“, dass dieser „grausam und unterdrückend“ und ein „eiskalter Technokrat“ sei.
Otto von Habsburg gehörte zu den Unterzeichnern der Erklärung „Für Freiheit und Selbstbestimmung – gegen totalitäre Bestrebungen der Lesben- und Schwulenverbände“, die im Frühjahr 2009 zur Unterstützung des 6. Internationalen Kongresses für Psychiatrie und Seelsorge gestartet wurde. Er begründete seine Unterschrift mit den Worten: „Für mich ist dies eine Frage des Prinzips und des Mutes, sich zu Werten zu bekennen und für sie einzutreten. Es fehlt zu oft am Mut zum Bekenntnis. Wenn man den Mut aufbringt, sich einem Despoten wie Hitler entgegenzustellen, braucht man keinen Mut, um sich auch heute dem Zeitgeist zu widersetzen.“

### Kritik und Kontroversen
Ende 1998 geriet Habsburg ins Visier der Kritik und der Staatsanwaltschaft München, weil er die Vorwürfe und Rücktrittsaufforderungen gegen seinen Sohn Karl Habsburg im Zusammenhang mit der World-Vision-Spendenaffäre mit der nationalsozialistischen Judenverfolgung verglich:

„Karl wird angegriffen, weil er den gewissen gelben Stern trägt, den Namen Habsburg. […] Die armen Juden haben ja Entsetzliches mitgemacht. Ich denke oft an sie in diesem Zusammenhang.“

Der EU-Wahlkampf Karl Habsburgs für die ÖVP war 1996 – laut Habsburg ohne sein Wissen – zum Teil mit unterschlagenen und an die Paneuropa-Union umgeleiteten Spendengeldern der Hilfsorganisation World Vision Österreich finanziert worden.
Habsburgs öffentliches Eintreten für die der Neuen Rechten zuzuordnende Wochenzeitung Junge Freiheit, der er sich auch wiederholt als Interviewpartner zur Verfügung stellte, stieß auf Kritik. Als Erstunterzeichner zweier von der Redaktion initiierter Petitionen setzte er sich 2002 vor dem Hintergrund eines Rechtsstreits gegen die damalige Verfassungsschutz-Kategorisierung der Zeitung als „rechtsextremistisch“ bzw. 2006 gegen deren Ausladung bei der Leipziger Buchmesse ein.
2002 äußerte Habsburg in einem Interview mit der Jungen Freiheit, dass die US-Innenpolitik in zwei Hälften gespalten sei, nämlich in ein in den Schlüsselpositionen „mit Juden besetztes“ Verteidigungsministerium, „heute eine jüdische Institution“, einerseits und ein von „Schwarzen, zum Beispiel Colin Powell und Condoleezza Rice besetztes“ State Department andererseits. „Kaum eine Rolle“ spielten dagegen nach Habsburg die „Angelsachsen, also die weißen Amerikaner“.
Im November 2007 kommentierte Habsburg seine Haltung zum Staatsstreich Engelbert Dollfuss’ („Selbstausschaltung des Parlaments“). Er habe Dollfuss „unendlich respektiert. Der Mann war tapfer, bereit, sich bis zur letzten Konsequenz für Österreich einzusetzen. Damals habe ich ja alles aus dieser Perspektive gesehen: Wir müssen Österreich erhalten.“ Auch mit der Parlamentsauflösung und dem Verbot von Parteien und Gewerkschaften habe er „überhaupt kein“ Problem gehabt: „Wenn es ums Land geht, bin ich zu jeglicher Sache bereit.“
Anlässlich eines Festaktes der Österreichischen Volkspartei (ÖVP) in Wien im März 2008 zum Gedenken an die nationalsozialistische Machtübernahme in Österreich im März 1938 kam es zu einem Eklat wegen Otto von Habsburgs Äußerung, Österreich sei das „erste Opfer Hitlers“ gewesen. Kein Staat in Europa habe mehr Recht als Österreich, sich als Opfer zu bezeichnen. Der „eigentliche Skandal“ sei die Diskussion darüber, ob Österreich mitschuldig an den Verbrechen des NS-Regimes oder dessen Opfer gewesen sei. In diesem Zusammenhang nannte er die Moskauer Deklaration der Alliierten von 1943, die eine Mitverantwortung Österreichs festhielt, „einen der größten Akte der Heuchelei und der Lüge“, da Österreich zu dieser Zeit schon längst von der Karte verschwunden gewesen sei. Die Begrüßung Hitlers durch die Massen beim Antrittsbesuch Hitlers auf dem Wiener Heldenplatz im März 1938 sei eine „Selbstverständlichkeit“ und so harmlos wie bei einem Fußballspiel gewesen, da schließlich bei jedem „großen Rummel“ viele Leute zusammenkämen, um zu applaudieren. Laut der Presse jubelten „die ÖVP-Mandatare […] dieser Apotheose des Opfermythos begeistert zu“. Ex-Bundeskanzler Schüssel entgegnete allerdings, dass die Österreicher „leider auch Täter geworden“ seien, während der sozialdemokratische Verteidigungsminister Norbert Darabos Habsburgs Ausführungen einen „veritablen demokratiepolitischen Skandal“ nannte und von einer „Verhöhnung der Opfer des NS-Regimes“ sprach. Es sei unfassbar, dass siebzig Jahre nach dem „Anschluss“ auf einer Gedenkveranstaltung der ÖVP derartige Thesen vertreten würden. Österreich habe die Verantwortung, sich seiner Geschichte zu stellen, und nicht, diese zu verleugnen. Die Position Habsburgs wird in Österreich als Opferthese bezeichnet.

## Würdigungen
Neben inner- und außereuropäischen Auszeichnungen, Ehrenbürgerschaften und Ehrendoktoraten ehrten 2002 europäische Staatsoberhäupter bzw. Regierungschefs in einem großen Festakt in der Wiener Hofburg auf Einladung von Bundespräsident Thomas Klestil Otto Habsburg-Lothringen zu seinem 90. Geburtstag für sein Lebenswerk für Europa und sein Eintreten gegen den Nationalsozialismus und den Kommunismus. Bei dieser Veranstaltung hob der ehemalige französische Staatspräsident und spätere Präsident des Europäischen Konvents, Valéry Giscard d’Estaing, hervor, dass Otto Habsburg durch verschiedene Interventionen der heimischen Bevölkerung die Qualen des Bombardements im Zweiten Weltkrieg zu ersparen versucht habe. Zu Ehren des 95. Geburtstags von Otto Habsburg zelebrierte Christoph Kardinal Schönborn am 19. November 2007 im Wiener Stephansdom eine Messe. Schönborn trug während der Messfeier den sogenannten „Elisabeth-Ornat“, der von Kaiserin Elisabeth dem Dom gestiftet worden war. Als Vertreter des Heiligen Stuhls war der damalige Nuntius in Österreich, Erzbischof Edmond Farhat, anwesend. Er übermittelte von Papst Benedikt XVI. „dem Oberhaupt des Hauses Habsburg“, dessen Familie „sowie allen, die dem Haus Habsburg verbunden sind“, seinen Apostolischen Segen. Am Nachmittag wurde Otto Habsburg mit seiner Familie von Bundespräsident Heinz Fischer in der Präsidentschaftskanzlei im Leopoldinischen Trakt der Hofburg empfangen.
Habsburg war Mitglied der Mont Pelerin Society, Ehren- und Devotions-Großkreuz-Bailli des Souveränen Malteserordens und von 1930 bis zur Übergabe an seinen Sohn Karl im Jahr 2000 Souverän des Ordens vom Goldenen Vlies.
Als Oberhaupt der Familien Habsburg-Lothringen war er von 1922 bis 2002 auch Oberster Bandinhaber des Akademischen Bundes der Katholisch-Österreichischen Landsmannschaften. Dieses Amt übergab er zu seinem 90. Geburtstag in einem feierlichen Akt in der Wiener Augustinerkirche an seinen Sohn und präsumtiven Erben Karl. Er war außerdem Mitglied im Kuratorium des Forums Deutscher Katholiken.
Otto von Habsburg, Präsident der Internationalen Paneuropa-Union, eröffnete als Ehrengast und Festredner am 20. Juni 2004 das 7. Europa-Symposium. In Anwesenheit der Botschafter wurden künstlerische Arbeiten von Großbritannien des Bildhauers Adam Williamson und Litauen präsentiert. In der Pfarrkirche Kaisersteinbruch fand eine Europaandacht statt und im Rosarium vor dem Europabrunnen gibt es seither die „Otto von Habsburg“-Rose.
Im Jahre 2006 trat er als Ehrenmitglied dem Verein Deutsche Sprache bei.

## Tod und Nachwirkung

### Beisetzungszeremonien

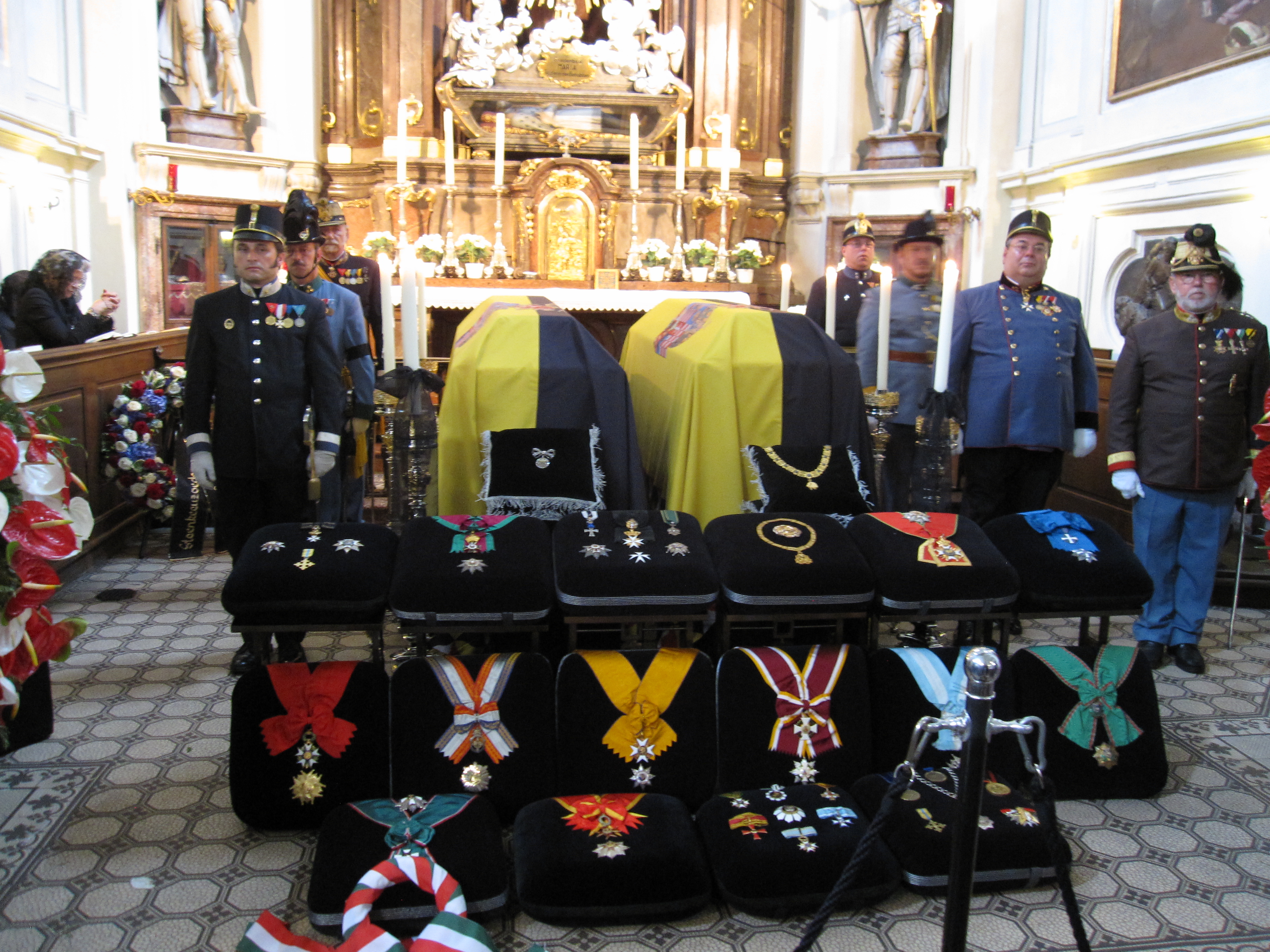
Die Aufbahrung Otto von Habsburgs und seiner Frau Regina in der Kapuzinerkirche am 15. Juli 2011

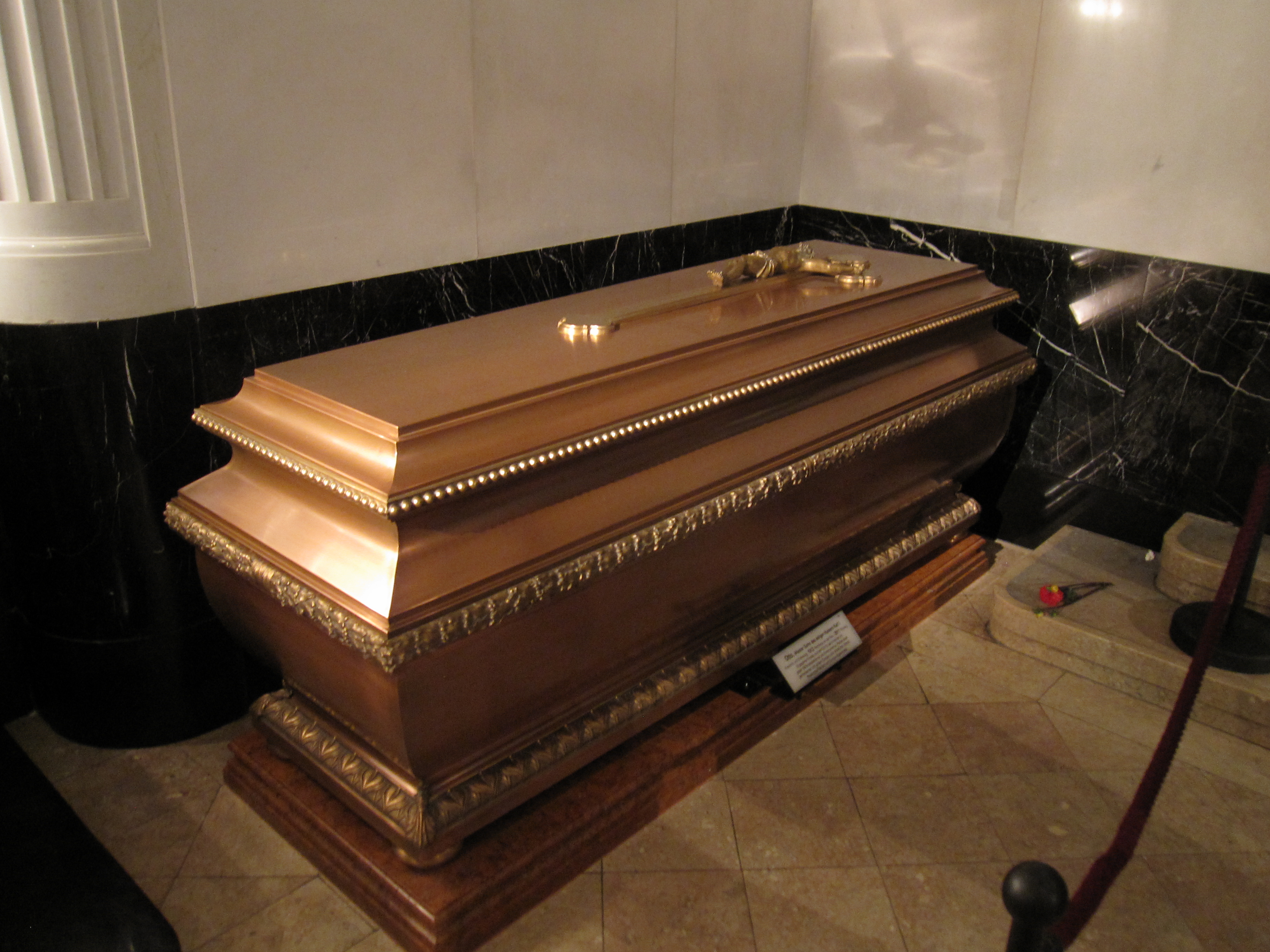
Sarkophag Otto von Habsburgs in der Kapuzinergruft

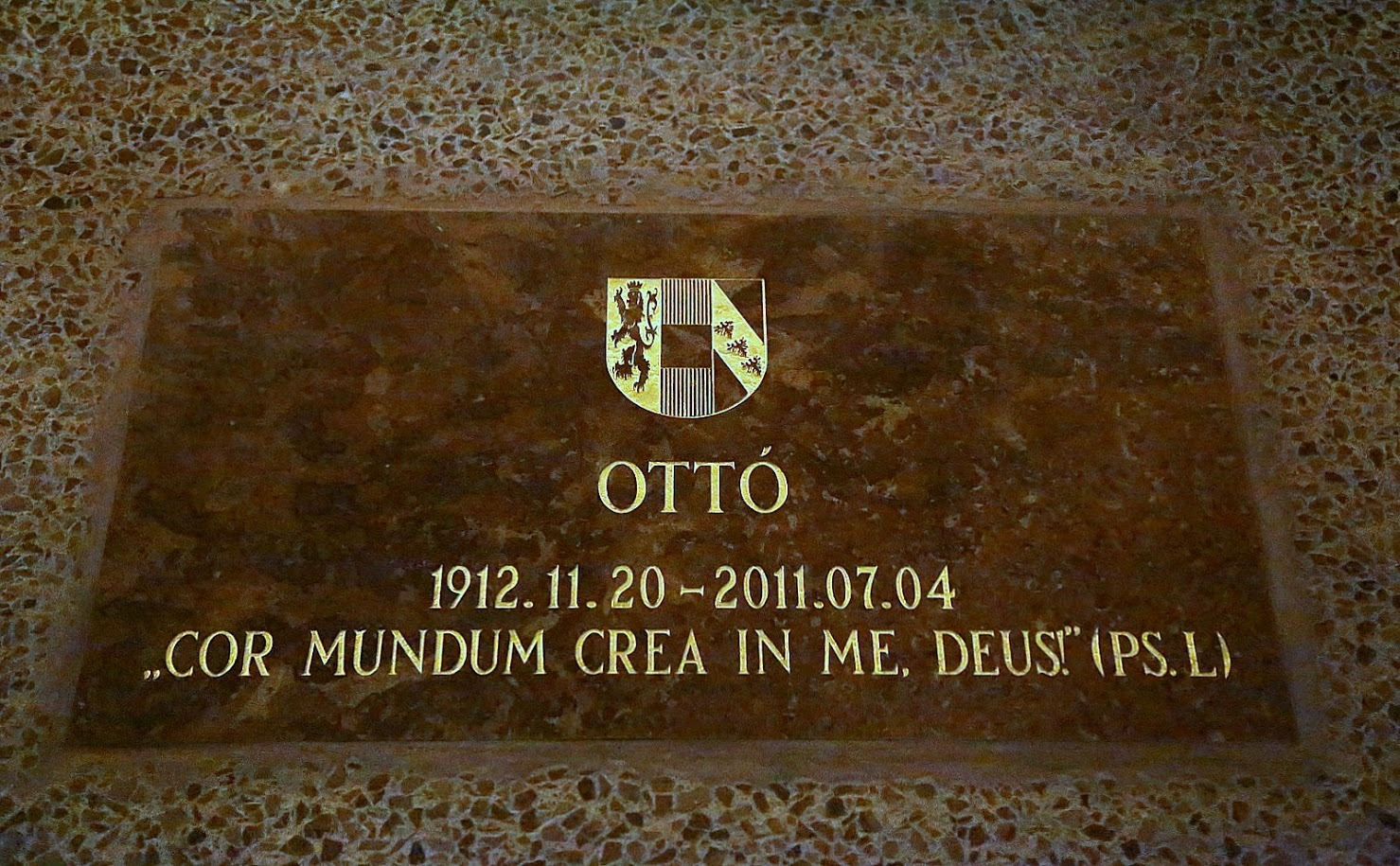
Herzgrab Otto von Habsburgs in der Benediktinerabtei Pannonhalma

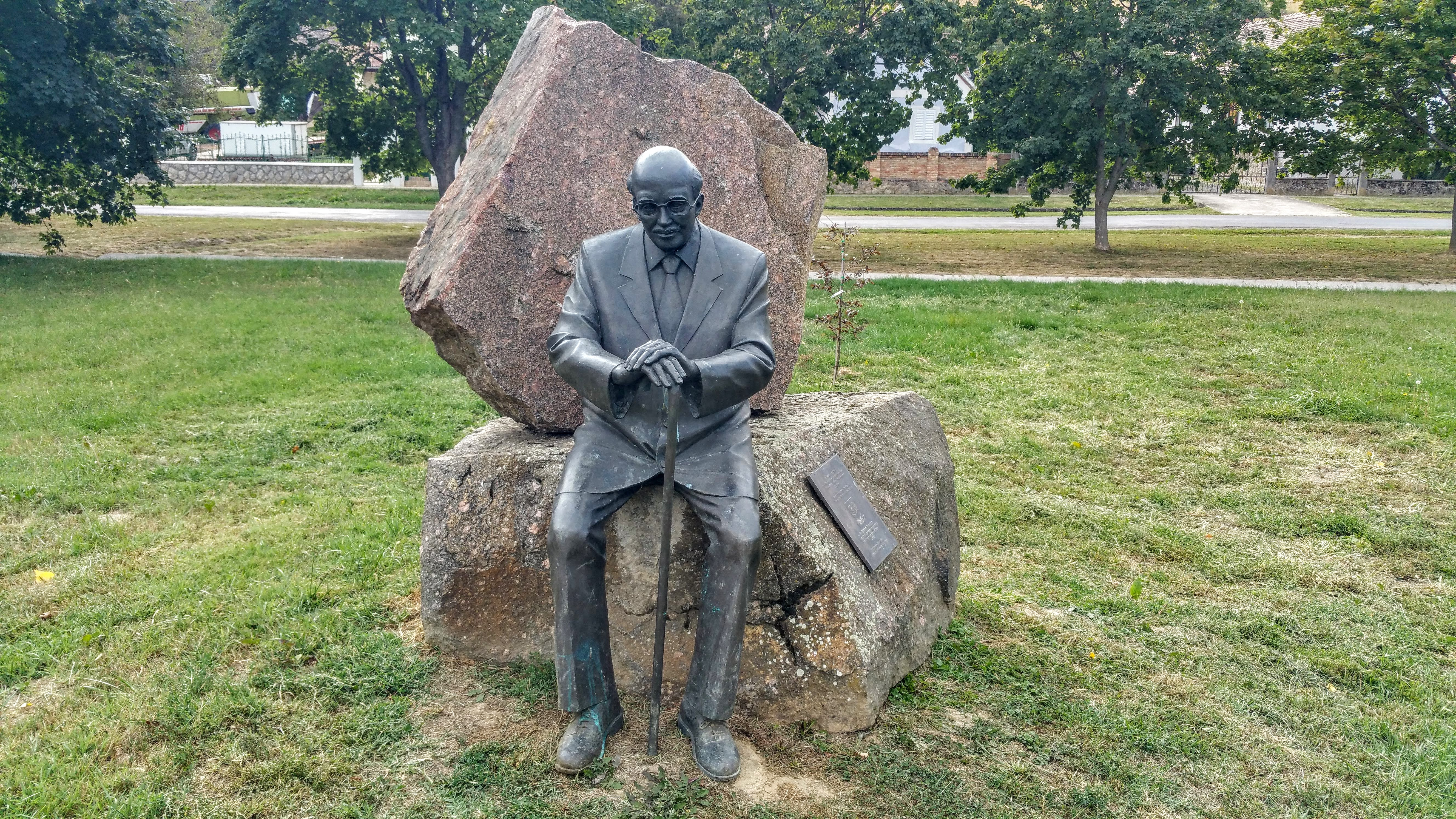
Bronze-Standbild in Feked, Ungarn, ein Werk des Bildhauers Zsolt Nyári, 2015

Otto von Habsburg starb am 4. Juli 2011 im Alter von 98 Jahren in seinem Haus in Pöcking. Öffentliche Aufbahrungen des Sarges erfolgten zunächst in der St.-Ulrich-Kirche in Pöcking, in der Theatinerkirche St. Kajetan in München und in der Basilika Mariazell in der Steiermark. In Mariazell wurde der Sarg Otto von Habsburgs aufgebahrt, ehe er nach Wien in die Kapuzinerkirche gebracht wurde.
Am 16. Juli 2011 wurde Otto Habsburgs Sarg in den Wiener Stephansdom überführt, wo am gleichen Tage der Wiener Erzbischof Christoph Kardinal Schönborn als Vertreter von Papst Benedikt XVI. in Anwesenheit ausländischer Staatsoberhäupter und des österreichischen Bundespräsidenten die Totenmesse hielt. Konzelebranten Schönborns waren die Erzbischöfe von Prag, Dominik Duka, und Trnava, Róbert Bezák, und weitere Bischöfe und Äbte aus der ehemaligen Monarchie. Bei der Zeremonie wurde auf Wunsch der Familie Habsburg die „Kaiserhymne“ gespielt. Unter den prominentesten Trauergästen waren der österreichische Bundespräsident Heinz Fischer, seine Gattin Margit Fischer, König Carl XVI Gustav von Schweden, seine Gattin Silvia von Schweden, Großherzog Henri von Luxemburg, Fürst Hans-Adam II. von Liechtenstein, seine Gattin Marie von und zu Liechtenstein sowie Infantin Cristina von Spanien.
Von einem Trauerzug aus 3500 Teilnehmern begleitet, wurde der Sarg nach der Messe vom Stephansdom in die Kapuzinergruft, die traditionelle Grablege der Habsburger, gebracht; Tausende Interessierte und Schaulustige beobachteten den Kondukt durch die Wiener Innenstadt. In die Kapuzinerkirche wurde der Sarg erst nach einer in ähnlicher Form schon bei Ottos Mutter, Zita, 1989 durchgeführten Anklopfzeremonie eingelassen. Die Beisetzung fand im engsten Familienkreis statt. An Habsburgs Seite wurde seine Frau Regina bestattet. Sein Herz wurde am nächsten Tag in der ungarischen Benediktinerabtei Pannonhalma beigesetzt.
Laut Angaben der Zeitschrift Stern kritisierten einige österreichische Politiker und Historiker die große Ehre, „welche die Republik Österreich dem ältesten Sohn des letzten Kaisers zuteil werden ließ, ebenso das hohe, vom Staat bezahlte Sicherheitsaufgebot. Rund 400 Polizisten waren im Einsatz, am Trauerzug nahm eine Einheit des Bundesheeres teil.“ Zudem fand eine Demonstration der sozialistischen Linkspartei statt, die gegen „Geschichtsfälschung und den Trauerzug“ protestierte.
Anlässlich des Todes sandte unter anderem Papst Benedikt XVI. ein Beileidstelegramm an Otto Habsburgs Sohn Karl, in dem er den Verstorbenen würdigt und als „S.k.k.H. Erzherzog Otto von Österreich“ tituliert, der in „Verantwortung vor Gott und im Bewusstsein eines bedeutenden Erbes“ sich als „grosser Europäer unermüdlich für den Frieden, das Miteinander der Völker und eine gerechte Ordnung auf diesem Kontinent eingesetzt“ habe.

### Nachlass
Ende 2016 wurde die Entscheidung seiner Söhne Karl und Georg Habsburg-Lothringen bekannt, den Nachlass ihres Vaters nach Budapest zu geben. Ministerpräsident Viktor Orbán habe der Familie ein Angebot gemacht, das man nicht habe ablehnen können. Das Ungarische Parlament verabschiedete eigens ein neues Stiftungsgesetz. Das Archiv bleibe im Eigentum der Familie.

## Auszeichnungen
- Orden vom Goldenen Vlies (1916), Großkreuz des Bayerischen St. Hubertus-Ordens, Großkreuz Lion d’Or von Luxemburg, Orden de Africa, Orden Hilal i Quaid i Azam von Pakistan (1993), Großkreuz des Drei-Sterne-Ordens der Republik Lettland[89]
- Ehrenbürger zahlreicher Gemeinden in Österreich, Ungarn, Spanien, Frankreich, Tschechien, der Slowakei, Kroatien[90]
- Professor h. c. der Universität von Bogotá, Ehrenmitglied des Instituto de Estudios da Marinha (Portugal), Honorary Fellowship der Universität Jerusalem, Ehrensenator der Universität Maribor, Master of Law and Economics h. c. der IMADEC University in Wien, der aber ungültig ist, da diese Privatuniversität keine Ehrentitel verleihen durfte.[91]
- Dr. h. c. der Universitäten von Milwaukee, Nancy, Tampa, Cincinnati, Jerusalem, Ferrara, Pécs, Veszprém, Budapest, Turku, Osijek, Skopje[89]
- akademische Ehrungen und Mitgliedschaften der Académie des sciences morales et politiques (Paris), des Centre Europeen de Documentation et d’Information (CEDI – Madrid), der Real Academia de Ciencias Morales y Políticas (Madrid), der Academia da Cultura Portuguesa (Lissabon), der Academis Mejicana de Derecho International (Mexiko), Academie du Royaume du Maroc[91]
- 1951: Großkreuz des Ordens Carlos III. von Spanien[89]
- 1963: Literaturpreis der Französischen Akademie[92]
- 1970: Europäischer Karlspreis der Sudetendeutschen Landsmannschaft[93]
- 1970: Literaturpreis der Französischen Akademie[92]
- 1976: Bayerischer Verdienstorden[89]
- 1976: Ehrenplakette des Bundes der Vertriebenen[89]
- 1977: Robert-Schuman-Medaille in Gold[92]
- 1977: Konrad-Adenauer-Preis der Deutschland-Stiftung[92]
- 1980: Großkreuz des Päpstlichen Gregoriusordens[89]
- 1983: Internationaler Benediktpreis der Stadt Mönchengladbach[92]
- 1987: Louise-Weiss-Preis[92]
- 1987: Großes Verdienstkreuz des Verdienstordens der Bundesrepublik Deutschland[89]
- 1990: Europa-Medaille des Freistaates Bayern[89]
- 1991: Schlesierschild der Landsmannschaft Schlesien[92]
- 1992: Ehrenritter des Deutschen Ordens[89]
- 1994: Sonderpreis-Europapreis der Coudenhove-Kalergi-Stiftung zum Coudenhove-Kalergi-Jahrhundert (gleichzeitig mit Alois Mock)[92]
- 1996: Großkreuz des König-Zvonimir-Ordens von Kroatien[89]
- 1996: Orden des Marienland-Kreuzes der Republik Estland[89]
- 1997: Sankt-Nikolaus-Friedenspreis[92]
- 1997: Ehrenmitglied im kroatischen Drachen-Orden[92]
- 1998: Gary G. Schlarbaum-Preis[92]
- 1999: Robert-Schuman-Medaille der EVP-Fraktion des Europa-Parlaments[92]
- 1999: Großkreuz des Verdienstordens der Republik Ungarn[89]
- 2000: Goldene Ehrennadel der Österreichischen Widerstandsbewegung O5[92]
- 2002: Großkreuz des St. Agathe-Ordens der Republik San Marino[89]
- 2002: Ehrenpreis des „Euro Crystal Globe“ des Europäischen Wirtschaftsinstituts EWI International[92]
- 2002: St.-Liborius-Medaille für Einheit und Frieden des Erzbistums Paderborn[92]
- 2002: Hans-Klein-Medaille der Jungen Union Bayern[92]
- 2002: Ehrenmitglied der EVP-Fraktion im Europäischen Parlament[92]
- 2003: Steuerzahlerpreis der Taxpayers Association of Europe[92]
- 2003: Deutsch-Französischer Paneuropa-Preis für europäische Einigung[92]
- 2004: Große Freiheitsmedaille des Kosovo[92]
- 2004: Ehrenpräsident der Internationalen Paneuropa-Union[92]
- 2004: Ehrenpräsident der IMADEC University in Wien[92]
- 2005: Europamedaille Karls IV. der Fördergesellschaft für Europäische Kommunikation[92]
- 2008: Erneute Ehrenbürgerschaft der österreichischen Gemeinde Eckartsau, die ihm 1938 von den Nationalsozialisten aberkannt wurde.[90]
- 2008: Großer Verdienstorden des Landes Südtirol[89]
- 2009: Großkreuz der Ehrenlegion[89]
- Ehrenplakette für Verdienste um das Volkstumsrecht und den deutschen Osten des Bundes der Vertriebenen[92]
- Médaille du Mérite Européen von Luxemburg[89]
- Goldmedaille der Stadt Paris[92]
- International Humanitarian Award der jüdischen Anti-Defamation League[92]
- Publizistik-Preis der Deutschland-Stiftung[92]
- Sonderstufe der Europa-Medaille der Paneuropa-Union Deutschland[92]
- Ehrenteller des Europäischen Militär-Fallschirmsprungverbandes e. V. AEPM Assiette d’Honneur en Etain[92]
- Ehrenmitglied zahlreicher katholischer Studentenverbindungen[92]
- Ehrenmitglied des Exil-P.E.N.[92]

## Schriften
- Coutumes et droits successoraux de la classe paysanne et l’indivision des propriétés rurales en Autriche. Dissertation, 1935.
- Briefe aus der Verbannung. Hrsg. von Karl Werkmann, Ralph A. Höger, Leipzig/Wien 1935.
- Entscheidung um Europa. Tyrolia Verlag, Innsbruck 1953.
- Probleme des Atomzeitalters. Weltpolitische und soziale Aspekte. Tyrolia, Innsbruck 1955.
- Soziale Ordnung von morgen. Gesellschaft und Staat im Atomzeitalter. Herold Verlag, Wien 1957.
- Bernhard von Baden oder Von der Zuversicht in der Geschichte. Vorwerk, Stuttgart 1958.
- Im Frühling der Geschichte. Herold, Wien 1961.
- Der Ferne Osten ist nicht verloren. Herold, Wien 1963.
- Européens et Africains – L’entente nécessaire. Hachette, Paris 1963.
- Europa, Großmacht oder Schlachtfeld? Herold Verlag, Wien 1963.
- Afrika ist nicht verloren. Herold Verlag, Wien 1964.
- Gottes Hand in der Geschichte. Herold Verlag, Wien 1966.
- Karl V. Herold Verlag, Wien 1967, ISBN 3-85002-286-2.
- Politik für das Jahr 2000. Herold Verlag, Wien 1968.
- Les Transports et l’Europe. Centre de recherches européennes, Lausanne 1969.
- Bis hierher und weiter. Herold Verlag, Wien 1974.
- Die Heilige Hedwig von Schlesien und unsere Zeit. Herold Verlag, Wien 1974, ISBN 3-7008-0126-2.
  - Mit Gott für die Geschichte. Die heilige Hedwig von Schlesien und unsere Zeit. Herold Verlag, Wien 2009, ISBN 978-3-902694-05-8.
- La Naissance d’un continent. B. Grasset, Paris 1975.
- Idee Europa, Angebot der Freiheit. Herold Verlag, Wien 1976.
- Karl IV. Ein Europäischer Friedensfürst. Herold Verlag, Wien 1978, ISBN 3-87332-003-7.
- Jalta és ami utána következett. Újváry Griff Verlag, München 1979.
- Europa – Garant der Freiheit. Herold Verlag, Wien 1980.
- Die Reichsidee. Geschichte und Zukunft einer übernationalen Ordnung. Amalthea, Wien/München 1986, ISBN 3-85002-228-5.
- Macht jenseits des Marktes. Europa 1992. Amalthea, Wien/München 1988, ISBN 3-85002-267-6.
- Igy láttam … Vörösváry, Toronto 1992.
- Európáért. Tevan K., Békéscsaba 1992.
- Nicht geschossen ist auch verfehlt. Finanz und Wirtschaft AG, Zürich 1992.
- Úvahy o Evropě. Nakladat. Panevropa, Prag 1993.
- Friedensmacht Europa – Sternstunden und Finsternis. Amalthea, Wien/München/Berlin 1995, ISBN 3-85002-368-0.
- Die Paneuropäische Idee – Eine Vision wird Wirklichkeit. Amalthea, Wien/München 1999, ISBN 3-85002-424-5.
- Ein Kampf um Österreich 1938–1945. Amalthea, Wien/München 2001, ISBN 3-85002-460-1.
- Unsere Welt ist klein geworden. Die Globalisierung der Politik. Amalthea, Wien/München 2006, ISBN 3-85002-539-X.
- Der Habsburg-Faktor Interviewsammlung, hrsg. von Eva Demmerle, Redline, Heidelberg 2007[94]

## Ahnentafel
| Ahnentafel Otto von Habsburg  | Ahnentafel Otto von Habsburg                                                                                        | Ahnentafel Otto von Habsburg                                                                                              | Ahnentafel Otto von Habsburg                                                                                | Ahnentafel Otto von Habsburg                                                                                | Ahnentafel Otto von Habsburg                                                                                               | Ahnentafel Otto von Habsburg | Ahnentafel Otto von Habsburg                                                                                   | Ahnentafel Otto von Habsburg |
| ----------------------------- | --- | --- | --- | --- | --- | --- | --- | --- |
| Ururgroßeltern                | Erzherzog Franz Karl von Österreich (1802–1878) ⚭ 1824 Prinzessin Sophie Friederike von Bayern (1805–1872)          | König Ferdinand II. von Neapel-Sizilien (1810–1859) ⚭ 1837 Erzherzogin Maria Theresia Isabella von Österreich (1816–1867) | König Johann von Sachsen (1801–1873) ⚭ 1822 Prinzessin Amalie Auguste von Bayern (1801–1877)                | König Ferdinand II. von Portugal (1816–1885) ⚭ 1836 Königin Maria II. von Portugal (1819–1853)              | Herzog Karl II. von Bourbon-Parma, König von Etrurien (1799–1883) ⚭ 1820 Prinzessin Maria Theresia von Savoyen (1803–1879) | Prinz Charles Ferdinand von Frankreich, Herzog von Berry (1778–1820) ⚭ 1816 Prinzessin Maria Karolina von Neapel-Sizilien (1798–1870) | König Johann VI. von Portugal (1767–1826) ⚭ 1785 Prinzessin Charlotte Joachime von Spanien (1775–1830)         | Erbprinz Konstantin zu Löwenstein-Wertheim-Rosenberg (1802–1838) ⚭ 1829 Prinzessin Maria Agnes Henriette zu Hohenlohe-Langenburg (1804–1835) |
| Urgroßeltern                  | Erzherzog Karl Ludwig von Österreich (1833–1896) ⚭ 1862 Prinzessin Maria Annunziata von Neapel-Sizilien (1843–1871) | Erzherzog Karl Ludwig von Österreich (1833–1896) ⚭ 1862 Prinzessin Maria Annunziata von Neapel-Sizilien (1843–1871)       | König Georg von Sachsen (1832–1904) ⚭ 1859 Prinzessin Maria Anna von Portugal (1843–1884)                   | König Georg von Sachsen (1832–1904) ⚭ 1859 Prinzessin Maria Anna von Portugal (1843–1884)                   | Herzog Karl III. von Bourbon-Parma (1823–1854) ⚭ 1845 Prinzessin Louise von Frankreich (1819–1864)                         | Herzog Karl III. von Bourbon-Parma (1823–1854) ⚭ 1845 Prinzessin Louise von Frankreich (1819–1864)                                    | König Michael von Portugal (1802–1866) ⚭ 1851 Prinzessin Adelheid zu Löwenstein-Wertheim-Rosenberg (1831–1909) | König Michael von Portugal (1802–1866) ⚭ 1851 Prinzessin Adelheid zu Löwenstein-Wertheim-Rosenberg (1831–1909)                               |
| Großeltern                    | Erzherzog Otto von Österreich (1865–1906) ⚭ 1886 Prinzessin Maria Josepha Luise von Sachsen (1867–1944)             | Erzherzog Otto von Österreich (1865–1906) ⚭ 1886 Prinzessin Maria Josepha Luise von Sachsen (1867–1944)                   | Erzherzog Otto von Österreich (1865–1906) ⚭ 1886 Prinzessin Maria Josepha Luise von Sachsen (1867–1944)     | Erzherzog Otto von Österreich (1865–1906) ⚭ 1886 Prinzessin Maria Josepha Luise von Sachsen (1867–1944)     | Herzog Robert von Bourbon-Parma (1848–1907) ⚭ 1884 Prinzessin Maria Antonia von Portugal (1862–1959)                       | Herzog Robert von Bourbon-Parma (1848–1907) ⚭ 1884 Prinzessin Maria Antonia von Portugal (1862–1959)                                  | Herzog Robert von Bourbon-Parma (1848–1907) ⚭ 1884 Prinzessin Maria Antonia von Portugal (1862–1959)           | Herzog Robert von Bourbon-Parma (1848–1907) ⚭ 1884 Prinzessin Maria Antonia von Portugal (1862–1959)                                         |
| Eltern                        | Kaiser Karl von Österreich, König von Ungarn (1887–1922) ⚭ 1911 Herzogin Zita von Bourbon-Parma (1892–1989)         | Kaiser Karl von Österreich, König von Ungarn (1887–1922) ⚭ 1911 Herzogin Zita von Bourbon-Parma (1892–1989)               | Kaiser Karl von Österreich, König von Ungarn (1887–1922) ⚭ 1911 Herzogin Zita von Bourbon-Parma (1892–1989) | Kaiser Karl von Österreich, König von Ungarn (1887–1922) ⚭ 1911 Herzogin Zita von Bourbon-Parma (1892–1989) | Kaiser Karl von Österreich, König von Ungarn (1887–1922) ⚭ 1911 Herzogin Zita von Bourbon-Parma (1892–1989)                | Kaiser Karl von Österreich, König von Ungarn (1887–1922) ⚭ 1911 Herzogin Zita von Bourbon-Parma (1892–1989)                           | Kaiser Karl von Österreich, König von Ungarn (1887–1922) ⚭ 1911 Herzogin Zita von Bourbon-Parma (1892–1989)    | Kaiser Karl von Österreich, König von Ungarn (1887–1922) ⚭ 1911 Herzogin Zita von Bourbon-Parma (1892–1989)                                  |
| Otto von Habsburg (1912–2011) | | | | | | | | |